# Medeltidens mat

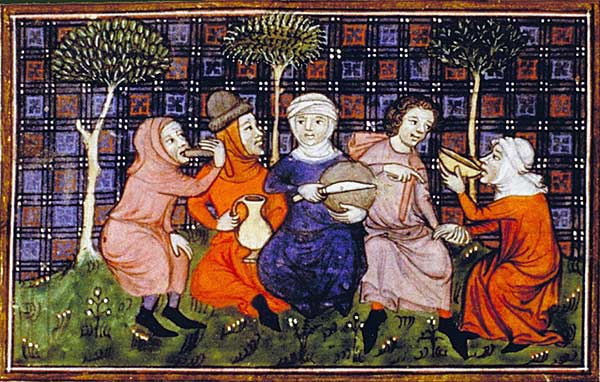
En resande grupp äter en enkel gemensam måltid bestående av bröd och dryck från Livre du roi Modus et de la reine Ratio, 1300-tal.

Forskning kring medeltidens mat försöker beskriva livsmedel, matlagningsmetoder och matvanor som förekom i europeiska samhällen under medeltiden, en period som sträcker sig från cirka år 400 e.Kr. till 1500 e.Kr. Under denna period etablerades många nya vanor inom kosthållning och matlagning över hela Europa och många av dessa blev en grund för de moderna europeiska köken. Transport och kommunikation var betydligt långsammare än idag, vilket omöjliggjorde eller fördyrade handel med flera typer av mat. De välbärgade kunde emellertid låta sina matvanor påverkas av importerade recept och råvaror, och successivt spred sig främmande kulturers matvanor även till de lägre klasserna.
Medeltiden var en period då missväxt och svält var vanligt och stor skillnad rådde mellan fattig och rik. Vid senmedeltiden stiftades ofta överflödsförordningar, lagar som reglerade i vilken mån varje samhällsklass fick markera sin status, med exempelvis kläder och mat. Sociala eller medicinska normer kunde också diktera att den arbetande befolkningens mat skulle vara mindre förfinad än elitens kost. Logiken bakom detta var att grovt arbete krävde grov mat och att detta var en gudagiven ordning.
Bröd var det vanligaste livsmedlet i alla samhällsklasser och fanns vid så gott som varje måltid. Spannmålen dominerade även i form av gröt, välling och pasta. Soppor, grytor och stuvningar var de vanligaste rätterna och ingredienser som användes över hela Europa var mandlar, oftast i form av mandelmjölk, verjus (den sura saften av omogna druvor), vin och vinäger, gärna kombinerat med socker eller honung för dem som hade råd. Fläsk och kyckling förekom i alla regioner, och särskilt i norr åt man stora mängder sill och torsk.

## Måltider

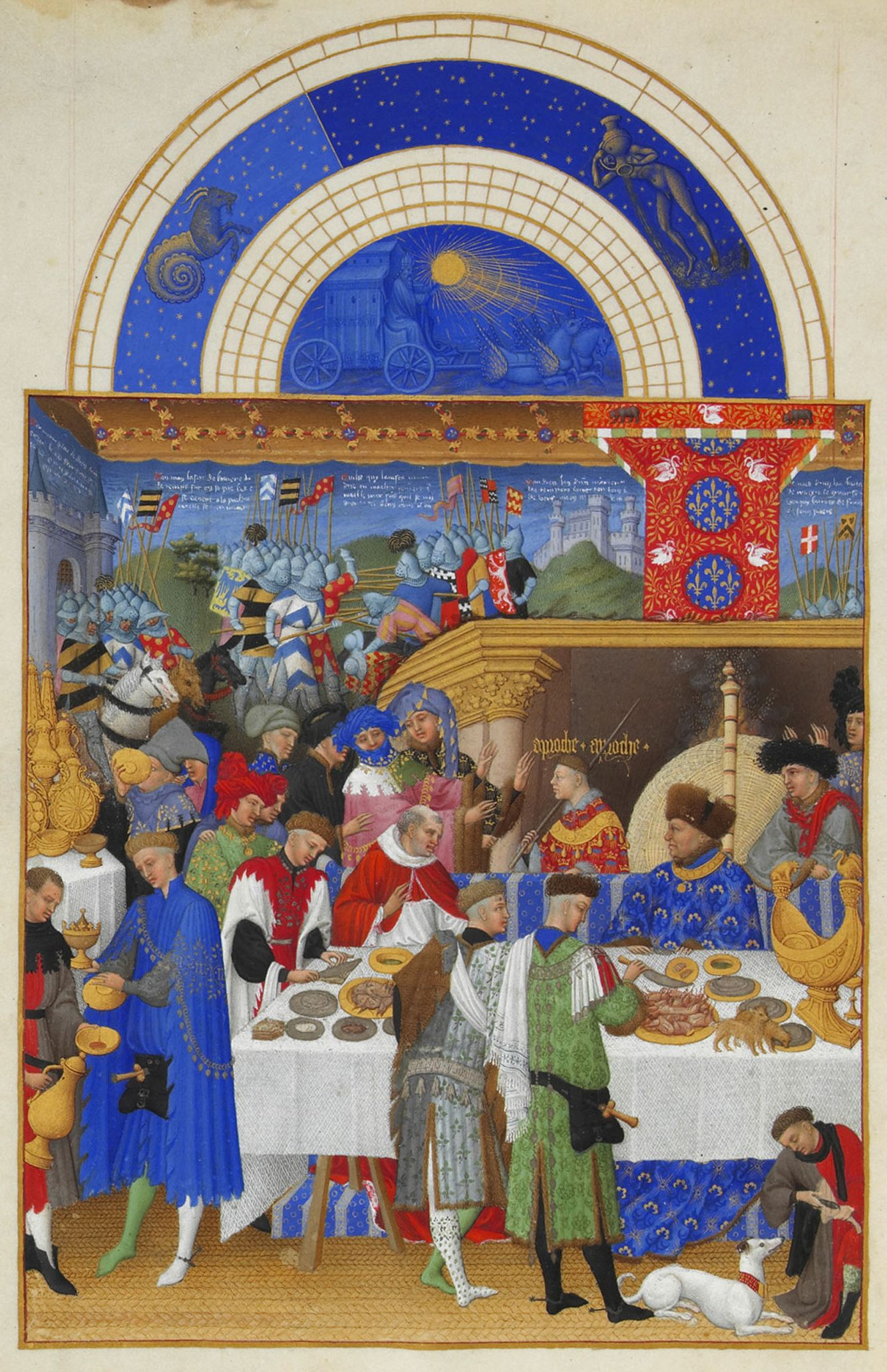
John, hertigen av Berry avnjuter en måltid. Hertigen sitter under en utsmyckad baldakin och är uppassad av ett flertal betjänter. På bordet, till vänster om hertigen, står ett utsmyckat saltkar i form av ett skepp, även kallad nef; från Très Riches Heures du Duc de Berry, ca 1410.

Under medeltiden intogs vanligen två måltider per dag; middag någon gång mellan klockan 10.00 och 14.00 och kvällsmål sent på eftermiddagen eller kvällen. Systemet med två måltider förblev stabilt under senmedeltiden. Mellanmål var vanliga, men var också en fråga om social status eftersom de som inte behövde utföra kroppsarbete kunde avstå från dem. Frukost var något som adel, präster och medlemmar av religiösa ordnar undvek eftersom det ansågs syndigt att bryta nattens fasta för tidigt på dagen. Av praktiska skäl åt arbetsklassen ett morgonmål och det var även tolererat att barn, kvinnor och äldre gjorde det. Sena måltider (reresoper, av occitanska rèire-sopar "sent kvällsmål") med åtskilliga mängder alkohol ansågs osedliga. Dessa sena måltider blev ofta förknippade med syndiga förehavanden som hasardspel, grova skämt och oanständigt flörtande. Mindre mellanmål var vanliga (trots att även de ansågs opassande av den tidens moralister) och arbetare kunde få tillägg av sina arbetsgivare för att köpa en mindre matbit att äta på raster.

### Etikett
Under senare delen av medeltiden fanns en tendens att i viss mån försöka undkomma den stränga kollektivism som genomsyrade perioden. Måltiden var en social händelse, precis som alla andra aspekter av medeltida livsföring. Hela hushållet, inklusive tjänare, skulle äta tillsammans. Att dra sig undan för att äta på egen hand eller med en eller två nära vänner ansågs slösaktigt och snudd på misstänkt i en värld där alla i samhället var beroende av varandra för att överleva. På 1200-talet rådde exempelvis den engelske biskopen av Lincoln Robert Grosseteste grevinnan av Lincoln att "förbjuda middag och kvällsmål utanför matsalen, i hemliga och privata gemak, för detta leder till slöseri och ger ingen ära åt herre eller fru." Han rådde också grevinnan att hålla ögonen på tjänarna så att de inte smet iväg med matrester för att avnjuta dem sent på kvällen istället för att skänka dem till fattiga som allmosor.
Det finns beskrivningar av bordsskick vid större banketter under senmedeltiden, men betydligt färre återgivningar av hur eliten intog vardagsmål eller hur allmogen och de fattiga åt sin mat. Man kan dock utgå från att det inte förekom utsvävningar som flerrättersmiddagar, kryddor och handtvätt i parfymerat vatten i enklare hem. I rika hushåll försågs gäster med vatten och rena linnehanddukar före och efter måltiden så att de kunde tvätta händerna. Sociala normer gjorde det svårt för kvinnor att upprätthålla den stereotypa bilden av att vara nätta och rena medan de avnjöt en storslagen måltid, och det var vanligt för värdens fru att äta i enskilt rum med sitt följe. Hon kunde efter att ha avklarat huvudsaken av det praktiska ätandet ansluta sig till gästerna lagom till desserten. Överlag var de högre ståndens fina tillställningar ett rent manligt nöje och det var ovanligt att andra än mycket högt stående gäster tog med sig sina fruar. Den sociala hierarkin bekräftades genom bordsskicket där de av lägre rang skulle hjälpa dem av högre rang, där yngre skulle hjälpa äldre, och där män skulle bespara kvinnor risken att befläcka kläder och rykte genom att hantera mat på ett okvinnligt sätt. Delade dryckeskärl var vanligt även vid viktiga banketter för alla utom de mest ansedda som satt vid värdens bord. Likaså förväntades det att man skulle bryta bröd och skära upp kött åt sina bordsgäster.
Mat serverades för det mesta på tallrikar eller direkt ur kokkärlen och de ätande tog sin portion från serveringsfaten och placerade på en egen tallrik med hjälp av skedar eller med händerna. Genom större delen av medeltiden och långt in på 1600-talet bestod tallrikar av trä eller tenn, alternativt av några dagar gammalt bröd av lägre kvalitet som skars till vid bordet. I fattigare hushåll åt man ofta maten direkt från bordet, som ofta kunde ha fördjupningar för mat. Knivar användes för att skära med eller för att ta salt ur de gemensamma saltkaren, och gäster förväntades ha med en egen kniv; enbart högt ärade gäster försågs med en kniv av värden. Gafflar användes inte i Europa i någon större utsträckning förrän fram emot 1700-talet och under renässansen endast i Italien. Synen på gaffeln som bestick under högmedeltiden illustreras väl av reaktionerna på den bysantinska prinsessan Teodora Doukainas bordsskick. Hon gifte sig år 1075 med Domenico Selvo, dogen av Venedig, men orsakade skandal bland venetianarna genom att låta sin mat skäras upp av hennes eunucker och sedan äta den med en gyllene gaffel. Denna nymodighet uppfattades som så skamlöst högfärdig att biskopen av Ostia, Peter Damian, senare hänvisade till den utländska gemålen som "...den venetianske dogens fru vars kropp efter hennes delikata excess helt ruttnade bort."

## Matlagning

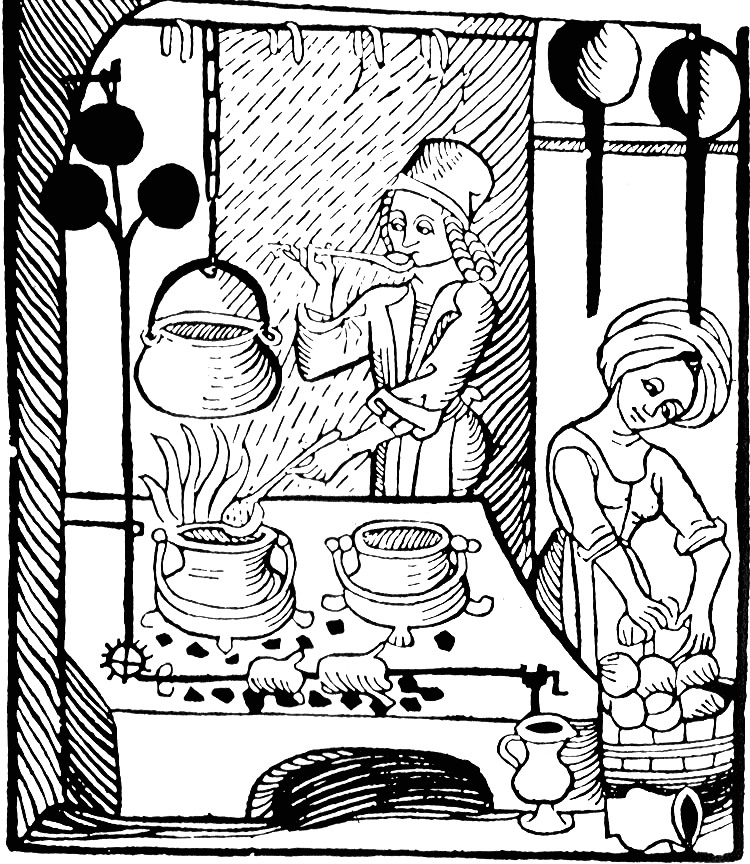
En kock vid härden med en slev, ett typiskt kännetecken för sin tid; träsnitt från Kuchenmaistrey, den första tryckta kokboken på tyska från 1485.

All medeltida matlagning skedde med hjälp av eld, (spisar blev inte vanliga förrän på 1800-talet) och alla kockar var tvungna att behärska konsten att laga mat över öppen eld. Ugnar var vanliga, men de var dyra att bygga och fanns bara i större hushåll och bagerier. Det var vanligt att samhällen gemensamt ägde ugnar för att försäkra sig om att den livsviktiga brödbakningen var tillgänglig för alla. Det fanns även mindre, flyttbara ugnar som kunde fyllas med mat och sedan täckas med glödande kol eller het aska, och även större ugnar på hjul varifrån man kunde sälja pajer och andra bakverk i medeltida städer. För de flesta människor lagades mat mestadels i enklare grytor eftersom det var det mest bränsleeffektiva sättet att laga mat och på det viset gick man heller inte miste om näringsrikt kokspad. Maten under medeltiden var ofta betydligt fetare än idag, i alla fall för dem som hade råd. Det ansågs inte vara ett hälsoproblem; kroppen behövde fettreserver, eftersom många arbetade hårt och bostäderna vara kalla och dragiga. Kroppsidealen var också annorlunda; var man rik skulle man gärna visa upp det med lite hull (särskilt bland män) och det var i allmänhet bara de mycket fattiga eller sjuka som var smala.
Den dominerande uppfattningen inom den västerländska gastronomin idag är att sött och salt endast med få undantag bör blandas, ett ideal som uppstod först i det franska hovköken under sent 1600-tal. På medeltiden kunde frukt utan problem kombineras med kött, fisk och ägg. Ett recept på Tart de brymlen, en sorts fiskpaj från receptsamlingen Forme of Cury från sent 1300-tal, innehåller en blandning av fikon, russin, äpplen, päron och fisk (lax, ungtorsk eller kolja) med urkärnade plommon under pajskalet. Det ansågs viktigare att rätten passade in på den dåtida uppfattningen om korrekt medicin och kostlära som grundade sig på humoralpatologi. Detta innebar att mat behövde balanseras med andra ingredienser och råvaror beroende på hur dess inneboende natur uppfattades. Till exempel ansågs fisk vara väldigt kall och fuktig och skulle därför tillagas på ett sätt som värmde och torkade ut, som stekning eller bakning i ugn och helst smaksättas med heta och torra kryddor; nötkött ansågs vara kallt och fuktigt och skulle därför helst kokas; fläsk var varmt och fuktigt och skulle därför grillas eller bakas. I några receptsamlingar anges alternativ till råvaror där humorala egenskaper ansågs viktigare än snarlikhet i smak. I ett recept på kvittenpaj anges kål som ett fullgott alternativ, och i ett annat likställs rovor med päron.

### Det medeltida köket

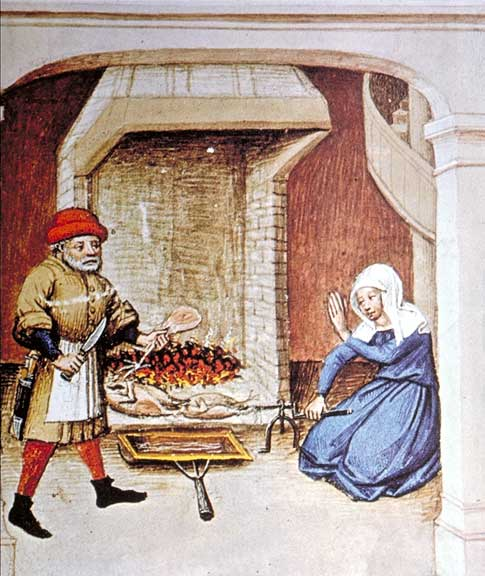
Fågel grillad på spett. Under spettet ser man en långsmal behållare som är till för att fånga upp stekskyn som kunde användas i såser eller för att ösa köttet med; illustration från den italienska novellsamlingen Decamerone, Flandern, 1432.

I de flesta hushåll lagade man mat över en öppen eldstad i mitten av bostaden för att utnyttja värmen från elden så effektivt som möjligt. Detta upplägg var vanligt även i större och rikare hushåll större delen av medeltiden. Mot senmedeltiden utvecklades successivt ett separat kök, först genom att eldstaden flyttades in mot väggen och senare genom att det placerades i en fristående byggnad som hängde samman med huvudbyggnaden genom en överbyggd gångväg eller arkad. På så vis kunde man undvika rök och matos och det minimerade också risken för att en eldsvåda skulle kunna sprida sig från de många eldstäderna i storköken.
Många grundläggande varianter av moderna köksredskap, som stekpannor, grytor, kastruller och våffeljärn, fanns redan på medeltiden, även om många av dem var för dyra för det genomsnittliga hushållet. En stor variation av spett fanns som kunde användas för att tillaga allt från späda vaktlar till hela oxar. Det fanns även upphängningsanordningar med justerbara krokar på vilka grytor kunde hängas för att underlätta arbetet att snabbt ta bort grytor som höll på att brännas vid eller koka över. Redskapen hölls ofta över en öppen eld eller på ett stativ direkt över glöden. Det fanns även en mängd olika sorters knivar, slevar och rivjärn. I rika hushåll var ett av de vanligaste redskapen morteln och silen (oftast av tyg) eftersom många recept krävde att råvarorna skulle finhackas, silas och kryddas antingen före eller efter tillagning – näringen i finfördelad mat ansågs kroppen lätt kunna ta upp. Det gav också skickliga kockar en möjlighet att forma maten i diverse fantasifulla former. Ett typiskt tillvägagångssätt var att flå och rensa ett djur, mala köttet och blanda det med kryddor och andra ingredienser och sen stoppa tillbaks det i sitt eget skinn, eller att forma det till ett helt annat djur.
Köksbesättningen i de riktigt stora hoven som hölls av adel och monarker kunde ofta bestå av flera hundra personer: Bagare, våffelmakare, såsmakare, förrådsmästare, slaktare, skärare, mjölkpigor, hovmästare och otaliga kökspojkar. Vanliga hushåll klarade sig oftast på ved som kunde plockas från omgivande skog, medan storköken med jämna mellanrum var tvungna att organisera försörjningen av ved för att laga mat åt flera hundra personer. I Du fait du cuisine ("Om matlagning"), en avhandling om matlagning från 1500-talet, ger mäster Chiquart, chefskock till Amadeus VIII, hertig av Savojen, rekommendationer för en tvådagarsbankett. Inför en tvådagarsbankett råder Chiquart en chefskock att säkra minst 1000 vagnslaster "prima, torr ved" och en hel lada kol.

### Lagring
Konservering av mat hade inte ändrats mycket sedan antiken och det skedde inga större omvälvningar förrän konservburken uppfanns på 1800-talet. Tidigare hade det vanligaste sättet att konservera varit att utsätta livsmedel för väder och vind för att dra ut fukt och därigenom öka hållbarheten hos allt från säd till kött. Torkning av mat fungerade genom den drastiskt reducerade aktiviteten hos de vattenberoende mikroorganismer som orsakar förruttnelse. I varmare klimat gjordes detta främst genom att soltorka mat, medan man i kallare klimat, särskilt längs Norges kust, utsatte livsmedel för de starka vindar som ofta råder där (särskilt för framställningen av kabeljo), i ugnar, källare, vindar och ibland även i bostaden.
Att utsätta livsmedel för kemiska processer som rökning, saltning (i salt eller lake) eller konservering gjorde att den höll sig längre. De flesta av dessa metoder tillförde även nya smaker till maten. Rökning och saltning av boskap som slaktades sent på hösten var en vanlig strategi för att dels förse hushåll med kött över vintern, dels att slippa slösa foder på boskapen under de magra vintermånaderna. Smör var nästan alltid hårt saltat (5-10% salthalt) för att inte härskna för snart, något som gjorde att det även kunde säljas på export. Grönsaker, ägg och fisk lades ofta in i tätt packade krukor med saltlag som ofta även innehöll sura vätskor (citronsaft, verjus eller vinäger). En annan metod var att försegla maten i ett lager av socker eller honung genom att koka det i en sockerlag, som sedan maten förvarades i. Att uppmuntra jäsning var också vanligt; man gjorde alkoholhaltiga drycker av spannmål, frukt och druvor där alkoholen verkade desinficerande, även bakterier användes - mjölk syrades till filmjölk eller tillsats av löpe för ystning till ost som sen kunde lagras.

### Kockyrket

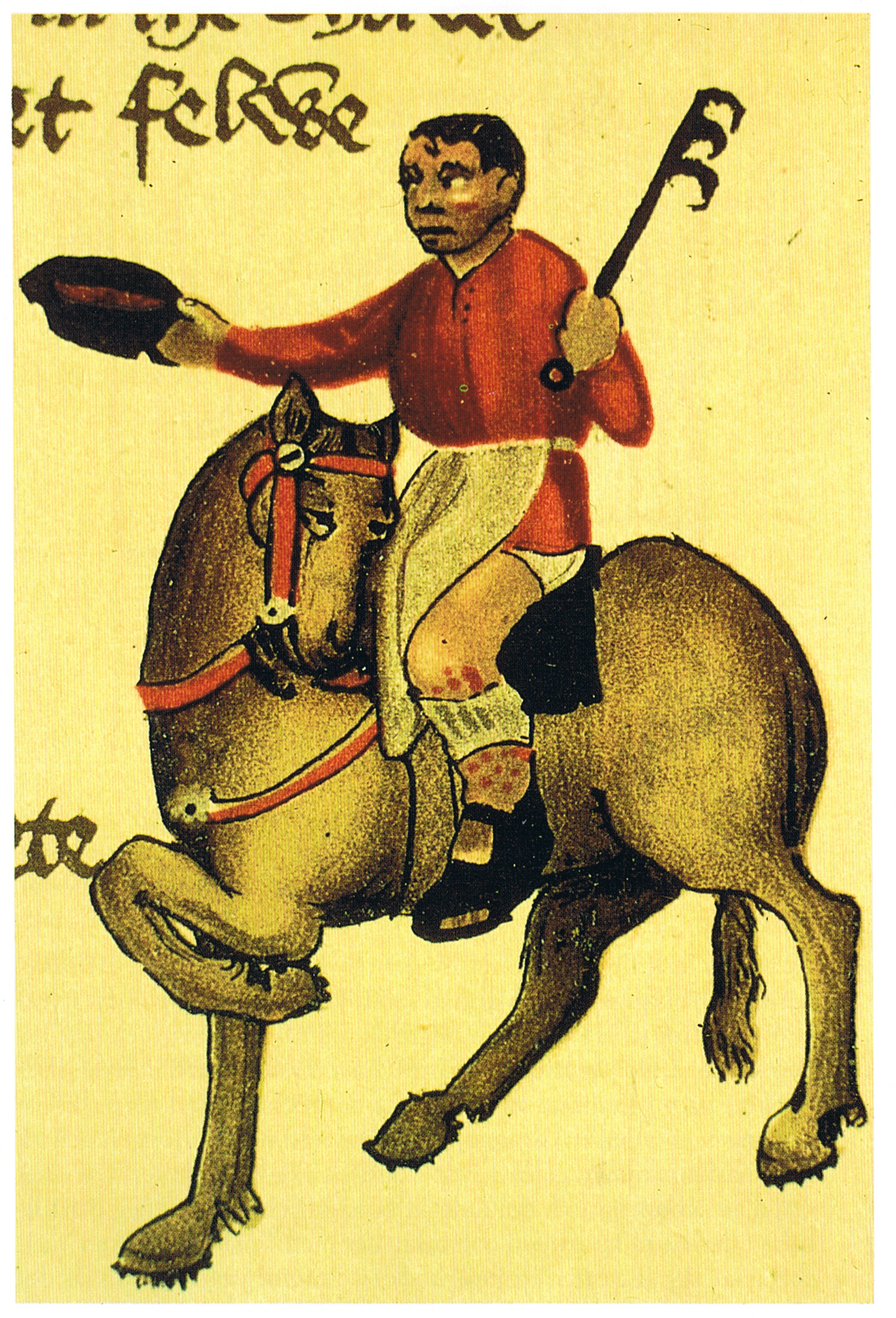
En illustration av kocken från Geoffrey Chaucers Canterburysägner. I sin vänstra hand håller han en köttkrok som användes för att fiska upp köttbitar ur grytor, ett vanligt redskap för matlagning under medeltiden.

Den stora merparten av den europeiska befolkningen innan industrialiseringen levde i små byar på landsbygden eller i isolerade gårdar. Normen var självförsörjning och endast en liten andel av jordbruksproduktionen såldes på marknader eller exporterades. Större städer var undantag och behövde få sin försörjning från kringområden som stod i proportion till storleken på samhället och dess befolkningstäthet. En större stad kunde hålla sig med en stor variation av matinrättningar som vände sig till olika typer av sociala grupper. Fattigare stadsbor som var trångbodda saknade ofta tillgång till eldstad eller härd att laga mat på och många ägde inte ens husgeråden som var nödvändiga för grundläggande matlagning. I dessa fall var enda möjligheten att köpa färdiglagad mat. Småkrogar sålde färdig, varm mat, en tidig form av snabbmat, eller erbjöd sig att laga till råvaror som kunden tog med sig själv. Resande, till exempel pilgrimer på väg till heliga platser, använde sig ofta av yrkeskockar så att de slapp bära med sig proviant eller husgeråd. För de som hade råd fanns en rad olika specialister för olika typer av mat och tillbehör: osthandlare, pajbagare, såsmakare, rånmakare, etc. Rikare borgare som hade kök i hemmet kunde vid festligare tillfällen hyra in kockar och kökshjälp för att sammanställa en större bankett.
Småkrogar i städer som riktade sig till arbetare eller fattiga sågs som vämjeliga och illa beryktade ställen av de högre klasserna, och även kockar i allmänhet hade ett dålig rykte. Geoffrey Chaucer's karaktär Hodge of Ware, kocken från London i Canterburysägnerna, beskrivs som en sjaskig månglare av oaptitlig mat medan den franske kardinalen Jacques de Vitrys predikningar från tidigt 1200-tal talar om att försäljare av tillagat kött var en ren hälsofara. Att kockar var oumbärliga var något som ibland erkändes och uppskattades, men man såg ned på dem eftersom de tjänade de mer grundläggande och primitiva mänskliga behov snarare än andlig bättring. Stereotypen av en kock i konst och litteratur var en hetlevrad man som ofta drack för mycket och bryskt försvarade sin kittel från snyltare, vare sig de var människor eller djur. Under tidigt 1400-tal satte den engelske munken John Lydgate ord på många av sina samtidas åsikter: "het eld och rök tjock blir till mången arg kock."

## Spannmål

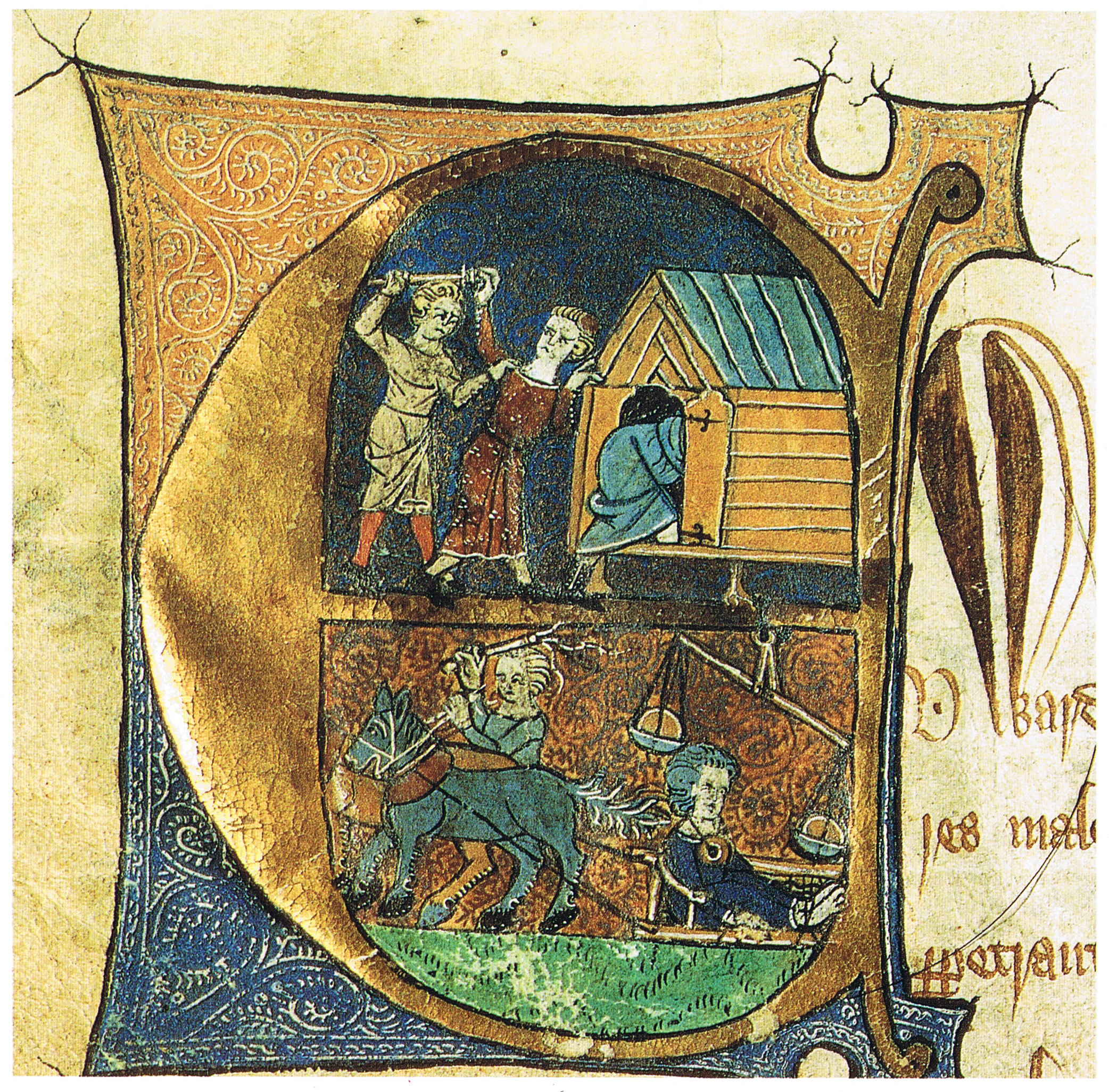
En bagare som ertappades med att försöka lura sina kunder kunde bli bestraffad genom att man släpade honom genom samhället fastbunden på en släde med en av hans egna limpor hängande kring halsen.

Uttrycket "vårt dagliga bröd" från Herrens bön var en mycket konkret verklighet under medeltiden. Den överväldigande majoriteten av kaloriintaget för alla, hög som låg, bestod i huvudsak av spannmål, oftast i form av bröd, gröt, välling och i mindre utsträckning pasta. De vanligaste sädesslagen var vete, råg, korn, hirs, bovete och havre. Ris var för de flesta en dyr importprodukt genom större delen av medeltiden. Vete var det vanligaste sädesslaget i Europa och ansågs också det mest näringsrika, men var ofta dyrare. Det fina, vita mjöl de flesta européer är vana vid idag var något som var reserverat för överklassen. Bönder och arbetare åt mestadels bröd gjort på betydligt grövre mjöl med högre fiberinnehåll. Vid sädesbrist och svält var det vanligt att dryga ut mjöl med billigare och mindre näringsrika matvaror som kastanjer, torkade baljväxter, ekollon, ormbunkar och en rad andra mer eller mindre matnyttiga vegetabilier.
Brödets oumbärlighet som stapelvara innebar att bagare spelade en livsviktig roll i det medeltida samhället. Uppskattningar av dagligt brödintag brukar hamna på runt 1-1,5 kg per person. Bland de första gillen som grundades var bagarnas och lagar och förordningar antogs ofta för att se till att brödpriserna förblev stabila. I England stiftades 1266 The Assize of Bread and Ale ("förordningen för bröd och öl") som fastslog priser för bröd efter priserna på säd och bestämde även vikt och storlek för en standardlimpa. Bagarnas vinstmarginal var också fastslagen, men bagargillena lyckades ofta med stor framgång förändra villkoren. Londonbagarnas gille lyckades till exempel med att lägga till kostnader för allt från ved och salt till bagarfrun och till och med hus och hund. Eftersom bröd var så centralt i den medeltida kosten utdelades stränga straff mot de bagare som försökte lura sina kunder.

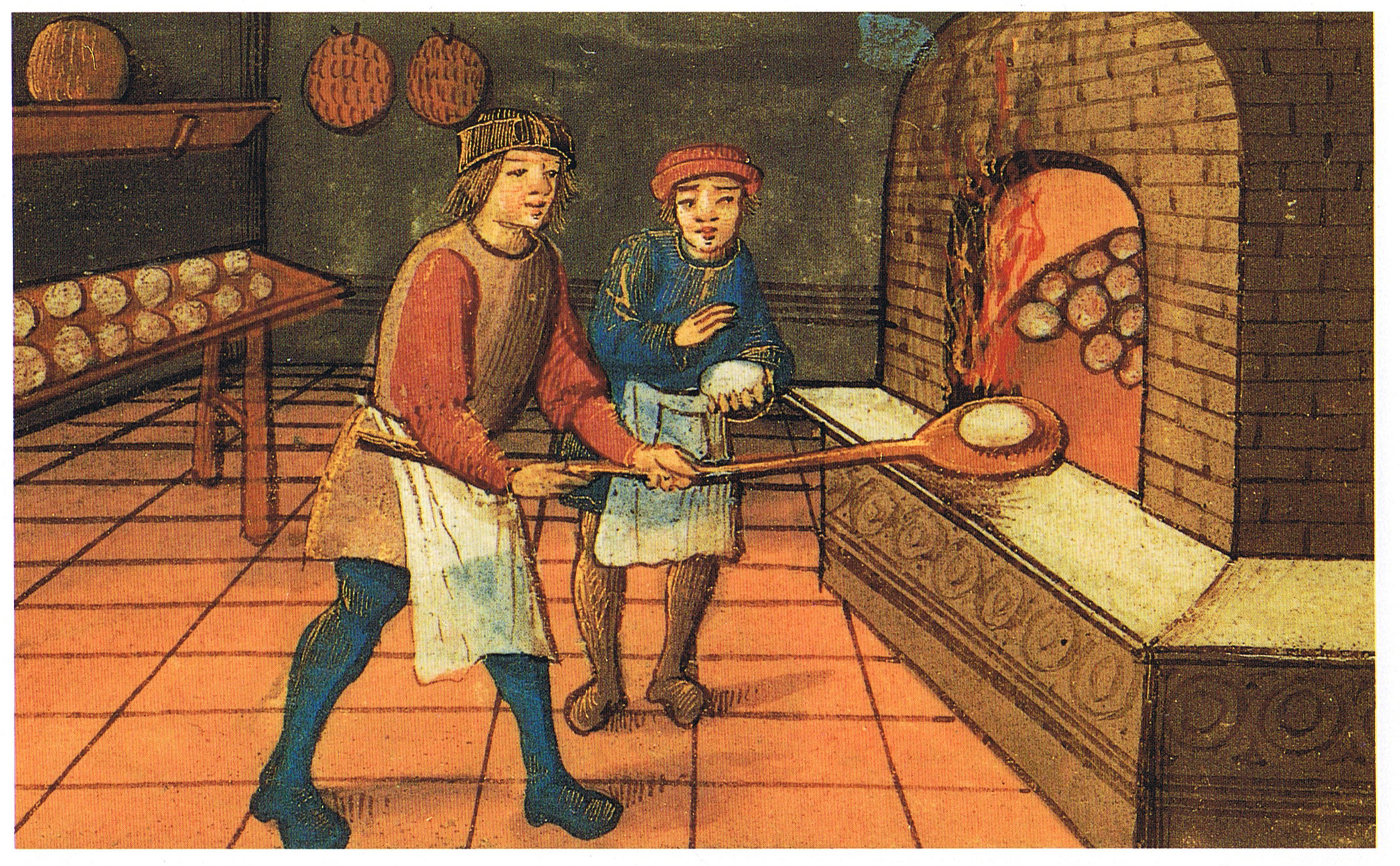
En medeltida bagare och hans lärling under ett brödbak. Lärlingen till höger formar degen med händerna till runda kakor som bagaren sedan för in i den väntande bakugnen med sin ugnsspade.

En av de vanligast förekommande rätterna, oavsett om det var en bankett eller vardagsmåltid, var soppor och såser som var avsedda att ätas genom att man doppade (eller soppade) brödbitar i skålarna för att suga upp innehållet. Andra mycket vanliga rätter var frumenty, en tjock vetegröt kokad i köttbuljong och ofta smaksatt med kryddor, och diverse grötar på många olika sorters spannmål. Dessa kunde ofta serveras som desserter eller rätter avsedda för sjuka om de kokades i mjölk eller mandelmjölk och sötades. Pajer med fyllningar av kött, ägg, grönsaker och frukt var vanliga över hela Europa, och likaså olika degknyten, munkar och liknande bakverk. Mot senmedeltiden blev kex, och särskilt rån, populära till efterrätten hos överklassen och förekom i ett otal varianter. Spannmål, antingen i form av smulat bröd eller mjöl, var också det vanligaste sättet att reda soppor och stuvningar, ofta i kombination med mandelmjölk.
Bröd användes till mer än att bara äta; även om trä eller metall (oftast tenn) användes för att tillverka tallrikar så var det långt in på 1500-talet vanligt att några dagar gammalt enklare och grövre bröd skars till en fyrkantig form och användes för att lägga upp maten på. Bröd användes också för att torka av knivar innan man skickade dem vidare till nästa middagsgäst eller när man skulle ta salt ur de gemensamma saltkaren. Erfaret tjänstefolk kunde använda tjocka brödskivor som grytlappar, skickligt dolda från kräsna middagsgästers oförsonliga blickar.

## Frukt och grönsaker

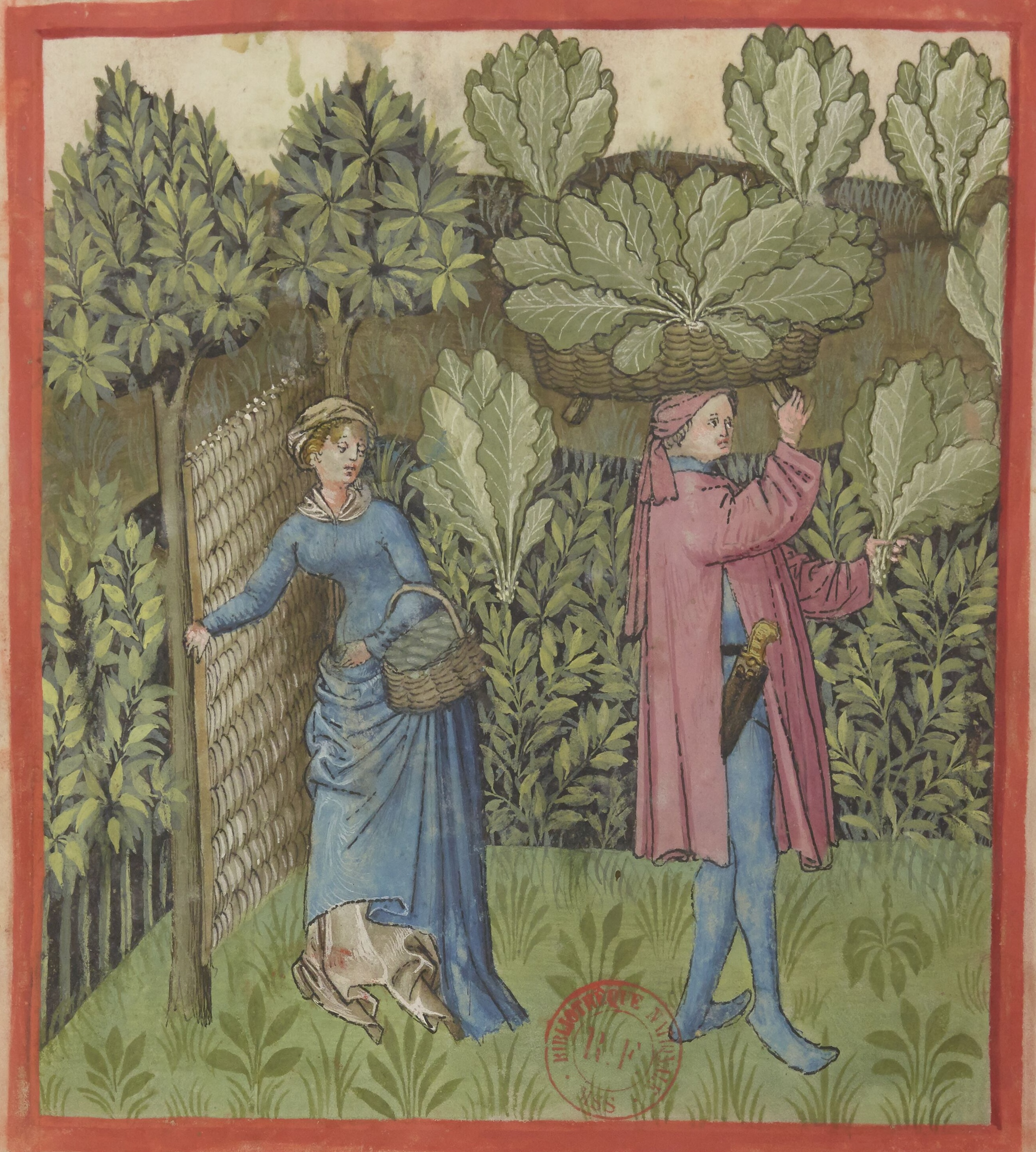
Skörd av kål; Tacuinum Sanitatis, en medeltida hälsohandbok som byggde på en arabisk förlaga av Ibn Butlan; illustration från manuskript från Rhenlandet, mitten av 1400-talet.

Även om de flesta måltider till största del bestod av spannmålsprodukter, var grönsaker som kål, betor, lök, vitlök, rovor och morötter mycket vanliga bland de lägre samhällsskikten. Medeltida kokböcker, som främst var avsedda för dem som hade råd med den typen av lyx, hade relativt få recept som innehöll grönsaker, och så gott som alla var någon form av tillbehör till kötträtter eller någon typ av potage. Morötter fanns i två olika varianter på medeltiden. En läckrare röd-lila sort och en lägre ansedd grön-gul. Den morot med orange färg som är vanligast idag odlades fram i Nederländerna först mot 1600-talet. Diverse baljväxter såsom kikärter, bondbönor och ärter var vanliga och viktiga proteinkällor. Med undantag för ärtor ansågs samtliga av den dåtida medicinvetenskapen vara onyttiga, till viss del på grund av att de orsakade gasbildning. Hur viktiga grönsaker kunde vara för vanligt folk framgår tydligt av källor. I delar av Tyskland på 1500-talet åt bönder surkål tre till fyra gånger om dagen.
Frukt var vanligt förekommande och kunde serveras färsk, torkad eller konserverad, och var en populär ingrediens i en rad olika maträtter. Läkarvetenskapen avrådde från att äta rå frukt, eftersom man ansåg att deras humorala egenskaper var för kalla och fuktiga, och att de helst skulle tillagas på något sätt först. Eftersom både honung och socker var mycket dyrt, var det vanligt att använda frukter för att söta mat. De vanligaste frukterna i söder var citroner, suckatcitroner, bitterapelsiner (den söta varianten blev populär först flera hundra år senare), granatäpplen, kvitten och förstås druvor. Norrut var äpplen, päron, plommon, körsbär och smultron vanligare. Fikon och dadlar åts i hela Europa, men var förhållandevis dyra importvaror i norr.
Vanliga och idag mycket grundläggande ingredienser i modern europeisk matlagning som potatis, kidneybönor, kakao, vanilj, tomat, chilipeppar och majs kom inte till Europa förrän efter upptäckten av Amerika och det tog lång tid för många av de nya grödorna att bli allmänt accepterade.

## Mjölkprodukter

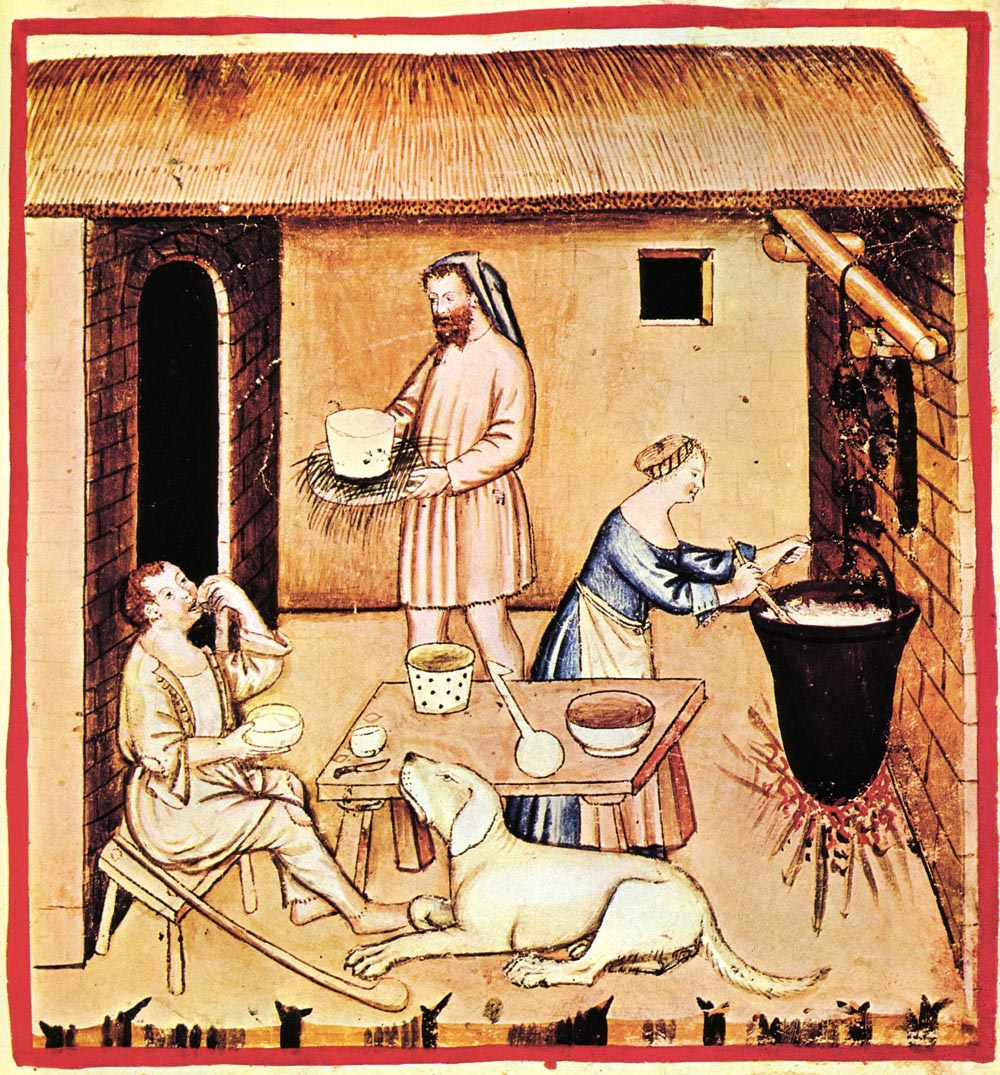
Framställning och servering av ost; Tacuinum Sanitatis, 1300-tal.

Mjölk var en viktig källa för djurprotein för dem som inte hade råd med kött eller fisk. Den kom främst från kor, men även getter och får var vanliga som mjölkdjur. Färsk mjölk konsumerades däremot inte av vuxna människor förutom som sjukmat och var främst något som förknippades med små barn och gamla. Fattiga vuxna drack ibland filmjölk eller vassle eller någon form av syrad mjölkprodukt blandad med vatten. Färsk mjölk var överhuvudtaget mer ovanligt än andra mjölkprodukter eftersom den tekniska utvecklingen inte nått det stadium där det var möjligt att bevara den någon längre tid. Mjölk kunde ibland användas i överklassens kök i stuvningar, men eftersom det var svårt att hålla sig med stora mängder av det så användes hellre mandelmjölk istället.
Ost var ett långt viktigare livsmedel bland mjölkprodukterna, särskilt bland allmogen, och historiker har menat att det under vissa perioder kunde varit den enskilt viktigaste källan till djurprotein för de lägre klasserna. Det fanns en stor mängd olika typer av ostar, varav många ännu finns: nederländsk edamer, nordfransk brie, norditaliensk parmesan. Det fanns också ostar som gjordes på vassle, som ricotta, egentligen en biprodukt av tillverkning av hårdostar. Ost användes i matlagning för pajer och soppor, det senare särskilt populärt i tysktalande områden. Smör var en annan viktig mjölkprodukt som var särskilt vanlig i de delar av Nordeuropa som specialiserade sig på boskapsskötsel under senare delen av medeltiden, och då i synnerhet Nederländerna och södra Skandinavien. Medan andra delar av Europa främst använde olja, flott eller ister som matlagningsfett så var smöret mycket dominerande i dessa regioner. Det möjliggjorde en lukrativ export av smör från 1100-talet och framåt.

## Kött

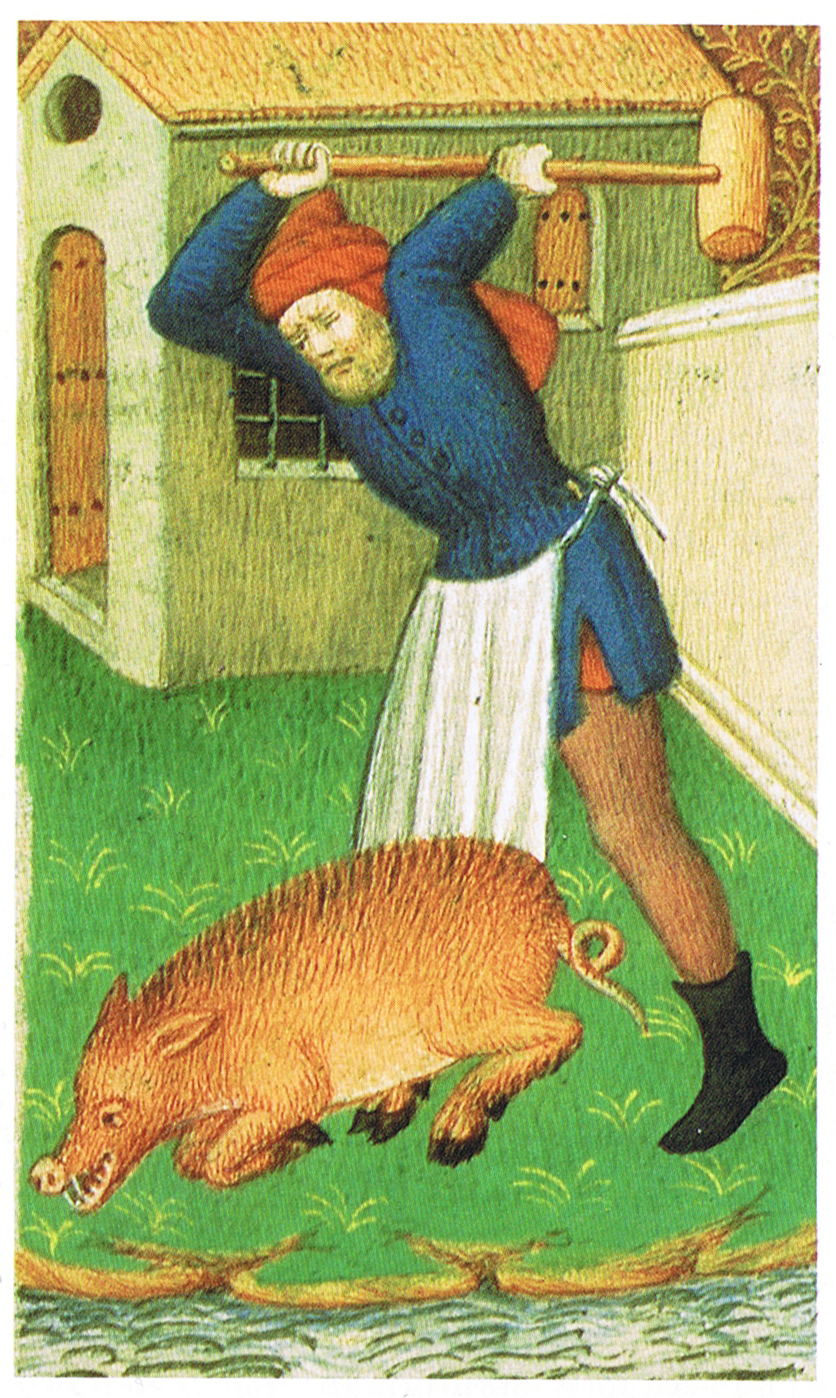
Svinslakt.

Den största andelen av köttet kom från husdjur, även om vilt var hett eftertraktat bland de som kunde få rättigheten att jaga. Nötkött var inte lika vanligt som idag eftersom nötkreatur krävde relativt stor arbetsinsats, betesmarker och foder, och oxar och kor var högt värderade som dragdjur och mjölkproducenter. Nötdjur slaktades först när de blivit uttjänta och var då inte särskilt aptitliga som kött. Fläsk var betydligt vanligare eftersom svin krävde mindre arbetsinsats och billigare foder. Tamsvin kunde springa fritt även i större samhällen och kunde matas med nästan vilket köksavfall som helst, och spädgris var en eftertraktad delikatess. Lamm och får var också vanligt, särskilt i områden med stor ullindustri. Till skillnad från de flesta i-länder idag åt man så gott som alla delar av ett djur, inklusive öron, svans, tunga och livmoder. Inälvor, urinblåsa och mage kunde användas till att göra korvskinn och liknande höljen, bland annat för att göra fantasirätter som stora jätteägg. Även djur som idag är ovanliga, som igelkott och jordpiggsvin, förekom i en del medeltida receptsamlingar.
En mängd olika fåglar tjänade som mat, inklusive svan, påfågel, vaktel, rapphöna, stork, trana, lärka och i princip alla typer av vildfåglar som kunde jagas. Svanar och påfåglar hölls ofta som husdjur men var begränsade till eliten och var prisade för sitt majestätiska yttre snarare än för god smak (båda fåglarna anses enhälligt vara nästintill oätliga av moderna gastronomer); de var båda mycket populära att servera som en entremet, en sorts prydnadsrätt som var gjord för att underhålla mer med utseende än smak. Gäss och ankor var sedan länge domesticerade, men var inte fullt lika vanliga som kyckling, fågelmotsvarigheten till det allestädes förekommande svinet. Underligt nog klassades den vitkindade gåsen inte som fågel eftersom den allmänna tron var att den utvecklades inuti havstulpaner istället för att lägga ägg som andra fåglar. Den ansågs därför vara tillåten som mat på fastedagar.
Även om kött innehåller mer protein, var priset räknat i hur mycket energi man fick per kilo betydligt högre än för vegetabilisk mat. Kött kunde vara upp till fyra gånger dyrare än bröd. Detta innebar att fastedagar kunde innebära en synnerligen mager diet för dem, som inte hade råd med alternativ till kött, mjölk och ägg. Det var först efter att digerdöden i mitten på 1300-talet hade utplånat upp till hälften av den europeiska befolkningen som kött blev mer tillgängligt för gemene man. Den demografiska chock som följde på pandemin orsakade brist på arbetskraft, vilket betydde att lönerna steg. Stora åkerarealer övergavs också, eftersom det inte fanns tillräckligt med människor för fortsatt odling, och istället användes dessa som betesmark som ökade köttproduktionen markant.

## Fisk och skaldjur

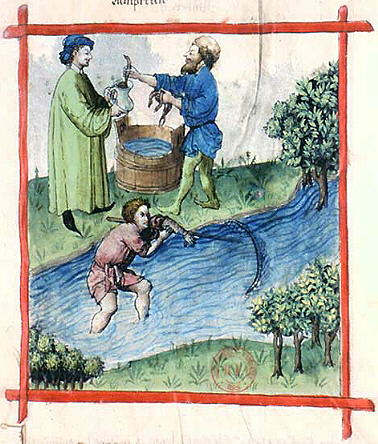
Flodfiskare fångar nejonögon, en liten ålliknande fisk; illustration från Tacuinum Sanitatis från mitten av 1400-talet.

Även om fisk inte hade samma status som kött, och ofta bara sågs som ett alternativ till kött på fastedagar, så var det en väsentlig del av många befolkningars kost. "Fisk" för den medeltida människan var även ett brett begrepp för allt som avvek från vanliga landlevande djur, inklusive marina däggdjur som valar. I denna kategori inkluderas även bäverns svans, på grund av att den hade vad som såg ut som fjäll och levde stora delar av sitt liv i vatten, och även den vitkindade gåsen, eftersom man inte visste vart den flyttade om vintrarna. Alla dessa djur ansågs som tillåten fastemat. Särskilt viktig var fisket av strömming, sill och torsk i Atlanten och Östersjön. Handeln med sill och strömming utgjorde stommen för stora delar av ekonomin i norra Europa och var en Hansans vanligaste handelsvaror; rökt sill som fiskats i Nordsjön kunde återfinnas på marknader så långt borta som Konstantinopel. Stora mängder fisk åts färsk och resten saltades, torkades eller röktes. Stockfisk, torsk som fläkts upp, spänts upp på en påle och sen hängts på tork var oerhört vanligt, även om tillagning kunde vara väldigt omständlig och krävde att man mörade fisken med en träklubba innan den lades i blöt för att sen tillagas. En stor mängd blötdjur (ostron, musslor och pilgrimsmusslor) åts av folk som bodde vid kusten och längs floder och färskvattenkräftor var populärt på fastedagar. I jämförelse med kött var fisk mycket dyrare för inlandsbefolkningen, särskilt i Centraleuropa. Färskvattenfisk som gädda, karp, braxen, abborre, nejonöga och forell var också vanliga.

## Dryck

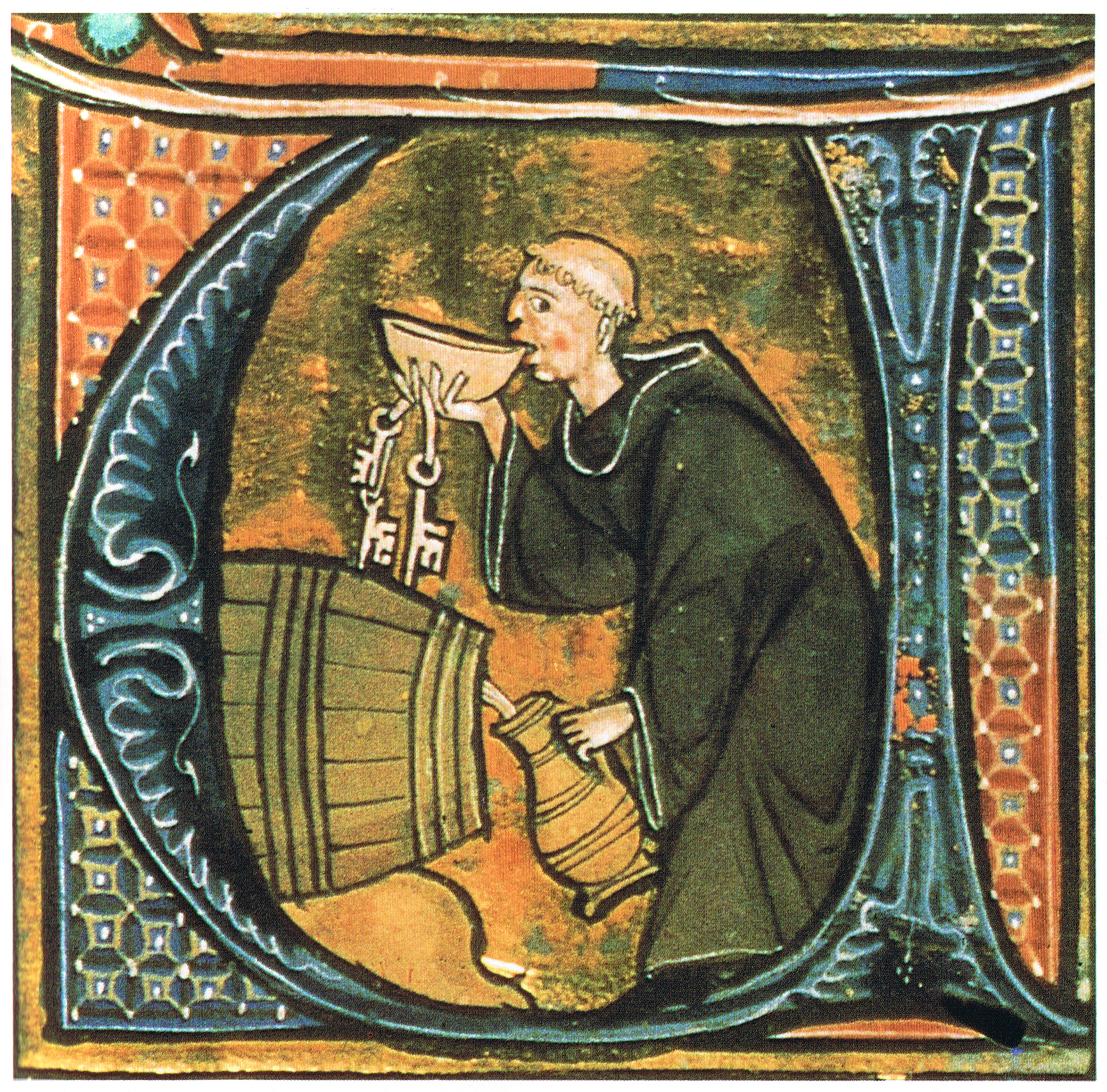
En munk provar klostervinet; illuminering från ett manuskript av Li livres dou santé av Aldobrandino of Siena, sent 1200-tal.

Idag anses vatten vara en vanlig och neutral måltidsdryck. På medeltiden stod vatten betydligt lägre i rang på grund av oro över renhet, avrådan från dåtidens läkare och dess låga anseende. Alkoholhaltiga drycker var betydligt vanligare och ansågs nyttigare och bättre för matsmältningen än vatten. Alkoholinnehållet gjorde också att de höll sig bättre. Vin dracks dagligen av merparten av befolkningen i större delen av Frankrike och Sydeuropa där man odlade druvor. Längre norröver förblev det måltidsdrycken för den medelklass och adel som hade råd, och mycket ovanligare bland fattigare bönder och arbetare. Allmogedrycken i norr var främst öl. På grund av bristen på någon tillförlitlig konserveringsteknik för drycker vid den här tiden (särskilt innan humle blev vanligt), dracks det förhållandevis färskt. Det var därför grumligare och av lägre alkoholhalt än de flesta moderna ölsorter. Mjölk dracks inte vanligtvis av vuxna med undantag för de fattiga eller sjuka, och brukade vara förbehållet de mycket unga eller gamla, och då oftast i form av filmjölk eller vassle. Färsk mjölk var överlag mindre vanligt än andra mjölkprodukter eftersom den moderna kyl- och pastöriseringsteknik som krävs för att förhindra mjölk från att härskna inte uppfanns förrän på 1900-talet. Te och kaffe, båda utvunna ur växter som fanns i den Gamla världen, var populära i Ostasien och den muslimska världen under medeltiden. Dessa introducerades dock inte i Europa förrän under sent 1500-tal och tidigt 1600-tal.
Saft såväl som viner av ett otal frukter och bär var kända sen antikens Rom: cotignac på mispel eller kvitten, vin på granatäpple, mullbär, björnbär. Cider och must var särskilt vanligt i norr där äpplen och päron var vanligt förekommande. Många medeltida drycker har överlevt i modern tid, som prunellé, plommonvin som idag är bäst känt som slivovits, mullbärsvin och björnbärsvin. Många olika recept av mjöd har återfunnits, med eller utan alkohol, men mot senmedeltiden blev denna honungsbaserade dryck allt ovanligare som måltidsdryck och begränsades senare till en hälsodryck som läkare kunde rekommendera för diverse åkommor. Kumys, jäst häst- eller kamelmjölk, var känt i Europa, men var även den begränsad till medicinska ändamål. Mjöd har ofta framställts som något av en allmogedryck bland de slaviska folken, vilket är en sanning med modifikation. Mjöd hade stort symboliskt värde vid högtider som dop och bröllop samt när avtal slöts mellan hövdingar, kungar och adelsmän. Mjöd förblev en dyr produkt och hade i det medeltida Polen en status som var likställd med kryddor och utländska viner.

### Vin

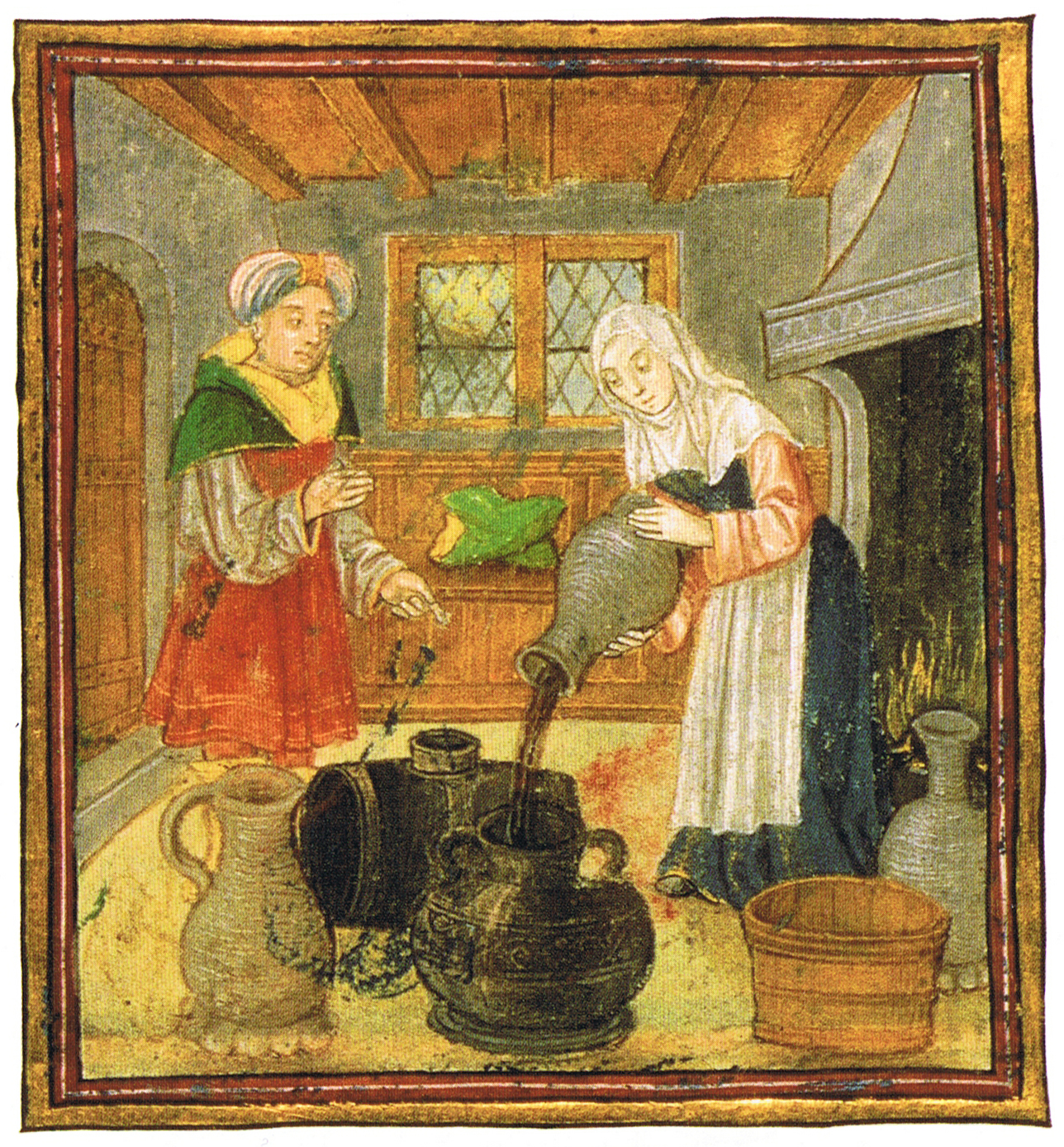
En husmor visar hur man behandlar och konserverar vin.

Vin var en av de vanligaste dryckerna och ansågs vara både nyttig och åtnjöt hög prestige. Enligt Galenus teorier om näringslära var det varmt och torrt (därav den moderna beskrivningen av viner som "torra"), något som dock skulle balanseras genom att man spädde med vatten. Till skillnad från vatten och öl, som ansågs kalla och fuktiga, ansågs måttliga mängder vin, särskilt rödvin, bland annat befrämja matsmältning, ge bra blod och öka livslusten. Kvaliteten på vin skilde sig markant beroende på lagring, druvsort och, allra främst, hur många gånger det pressades. Den första pressningen användes till de finaste och dyraste vinerna som dracks av överklassen. Den andra och i vissa fall tredje pressningen var av lägre kvalitet och hade mycket lägre alkoholhalt. Allmogen fick för det mesta nöja sig med ett billigt rosévin gjort på andra eller tredje pressningen, vilket betydde att det kunde drickas i stora mängder utan att man blev särskilt berusad. För de allra fattigaste människorna (eller de gudfruktigaste asketerna) var utspädd vinäger ofta det enda alternativet.
Lagring av rödvin av hög kvalitet krävde specialkunskaper såväl som dyr utrustning och lagerutrymmen, och var därför dyrare. Att döma från de många råd som finns i medeltida skrifter om hur man kunde rädda vin som var på väg att surna till vinäger så måste lagring ha varit ett stort problem. Även om vinäger var en vanlig och populär ingrediens så fanns det en gräns för hur mycket man kunde ha användning av. I Le Viandier, en kokbok från sent 1300-tal finns flera metoder för hur man kan vända försurningsprocessen; att både se till att vinfaten var fyllda ända upp till kanten och att blanda i torkade och kokade druvkärnor ihop med askan av torkad och bränd jäst från produktion av vitt vin var effektivt mot bakterier, även om man inte förstod de bakomliggande kemiska processerna vid den tiden.
Kryddat vin och glögg var inte bara populärt bland de rika utan ansågs även särskilt nyttigt av dåtida läkare. Vin sågs som en effektiv förmedlare av näringsämnen till alla delar av kroppen och tillsatsen av väldoftande exotiska kryddor ansågs öka dess välgörande egenskaper. Kryddade viner gjordes ofta på rött vin med en blandning av kryddor som ingefära, kardemumma, svartpeppar, paradiskorn, muskotnöt, nejlikor och socker. Dessa lades ner i en liten tygpåse som sen lades i blöt för att framställa hypocras, den medeltida termen för kryddat vin som fick sitt namn efter den västerländska läkekonstens grundare Hippokrates, och vid 1300-talet kunde färdiga blandningar med kryddor köpas av kryddhandlare.

### Öl
Vin var den vanligaste måltidsdrycken i stora delar av Europa, men inte i de regioner där druvor inte kunde odlas. De som hade råd med det drack importerade viner, men även bland adeln i dessa områden dracks öl dagligen, särskilt mot slutet av medeltiden. I England, det som idag är Nederländerna och Belgien, norra Tyskland, Polen, Norden och Östeuropa drack man öl dagligen i så gott som alla samhällsklasser. Trots detta så innebar det stora inflytandet av vetenskapsmän från Arabien och länderna kring Medelhavet, att öl stod lågt i rang på näringsläran. För de flesta medeltida européer var det en enkel dryck i jämförelse med de vanliga dryckerna och ingredienserna i Sydeuropa, som vin, citrusfrukter och olivolja. Även synnerligen exotiska råvaror som kamelmjölk och gasellkött fick mer positiva omdömen i dåtida medicinska texter. Öl var ett acceptabelt alternativ och ansågs ha en rad negativa egenskaper. 1256 beskrev läkaren Aldobrandino av Siena öl med följande ord:
| ” | Oavsett vad det är bryggt på, havre, korn eller vete, skadar det huvud och mage, ger dålig andedräkt och förstör tänderna, det fyller magen med dåliga ångor och därför blir den som dricker det med vin snabbt berusad; men det har fördelen att vara vätskedrivande och gör ens kött vitt och lent. | „ |

Ölets berusande effekt ansågs vara lägre än vin, men det medgavs också att det inte framkallade den "falska törst" som ofta associerades med vin. Även om det var mindre vanligt än i norr så dracks öl även i norra Frankrike och på Italiens fastland. I Le Menagier de Paris, en handbok i hushållning från 1300-talet, finns ett recept på godale (troligen ett direktlån från engelskans good ale; "gott öl") som gjordes på korn och dinkel, men utan humle. I England fanns det även varianter på så kallat poset ale som gjorde på varm mjölk och kallt öl och brakot, en form av kryddat öl som framställdes på samma sätt som hypocras.
Att humle kunde användas för att smaksätta öl var känt sen Karolingerna, men antogs endast gradvis på grund av svårigheterna i att få fram de rätta proportionerna. Innan man upptäckte att humle kunde användas, smaksatte man öl med pors och andra örter. Dessa örter hade inte samma konserverande effekt som humle och slutprodukten höll sig inte länge och dracks därför snart efter bryggning. En annan metod för att göra att ölet höll sig längre var att öka alkoholhalten, men detta var dyrare och gav ölet bieffekten av att det berusade för snabbt. Humle kan ha varit i allmänt bruk i England under 900-talet och det är bekräftat att det odlades i Österrike 1208 och i Finland 1249, men troligen även långt tidigare.
Under tidig medeltid bryggdes öl främst av kloster och i mindre skala av enskilda hushåll. Mot högmedeltiden tog bryggerier i de växande städerna i norra Tyskland stegvis över det mesta av ölproduktionen. Bryggerierna var ofta relativt små företag om 8-10 personer, men regelbunden produktion betydde att man kunde investera i bättre utrustning och experiment med nya recept och bryggeritekniker. Den nordtyska produktionen spred sig till Holland på 1300-talet, sen vidare till Flandern och Brabant och nådde England på sent 1400-tal. Öl med humle blev oerhört populärt under de sista årtiondena av senmedeltiden. I England och lågländerna låg konsumtionen på 275-300 liter per person och år och dracks till så gott som alla måltider; svagt öl till frukost och successivt starkare senare på dagen. När man fulländat användningen av humle, kunde öl hålla sig i sex månader eller mer och gjorde att man kunde inleda en omfattande export.

### Aqua vitae
Destillation var känt redan i forntida Kina och även antikens greker och romare kände till tekniken, men storskaligt bruk började inte förrän på 1100-talet när arabiska innovationer på området i kombination med destilleringskolvar av glas effektiviserade processen. Den medeltida vetenskapen ansåg att destillation framställde essensen av ett ämne och den latinska termen aqua vitae ("livets vatten") användes för alla former av destillat ända in på 1600-talet.  I början kunde destillerade vätskor ha en rad olika användningsområden; reducerad druvsaft blandat med socker rekommenderades mot diverse åkommor och rosenvatten användes som parfym, i matlagning och till handtvätt vid finare tillställningar. Destillat av alkohol kunde också användas till att göra en eldsprutande entremet (en sorts underhållningsrätt) genom att doppa en bit bomull i sprit. Bomullen stoppades sen i munnen på djur vars kött hade tillagats separat och sen klätts i djurets skinn eller fjäderskrud för att ge illusionen av att det fortfarande levde; bomullen tändes på och rätten serverades som ett fantasifullt fabeldjur.
Aqua vitae stod högt i anseende bland läkare. 1309 skrev Arnaldus de Villanova att "[d]et befrämjar god hälsa, skingrar överflödiga vätskor, ger hjärtat vederkvickelse och bevarar ungdomen".  Under senmedeltiden ökade produktionen av hembränt, särskilt i tysktalande regioner, och redan på 1200-talet var Hausbrand (tyska för "hembränt", av gebrannter wein, brandwein, "brännvin") vanligt förekommande. Mot slutet av medeltiden blev brännvin så vanligt även hos gemene man att man började stifta förordningar för att begränsa försäljning och framställning; 1496 infördes i Nürnberg förbud mot all försäljning av aquavit på söndagar och andra helgdagar.

## Kryddor, örter och smaksättare

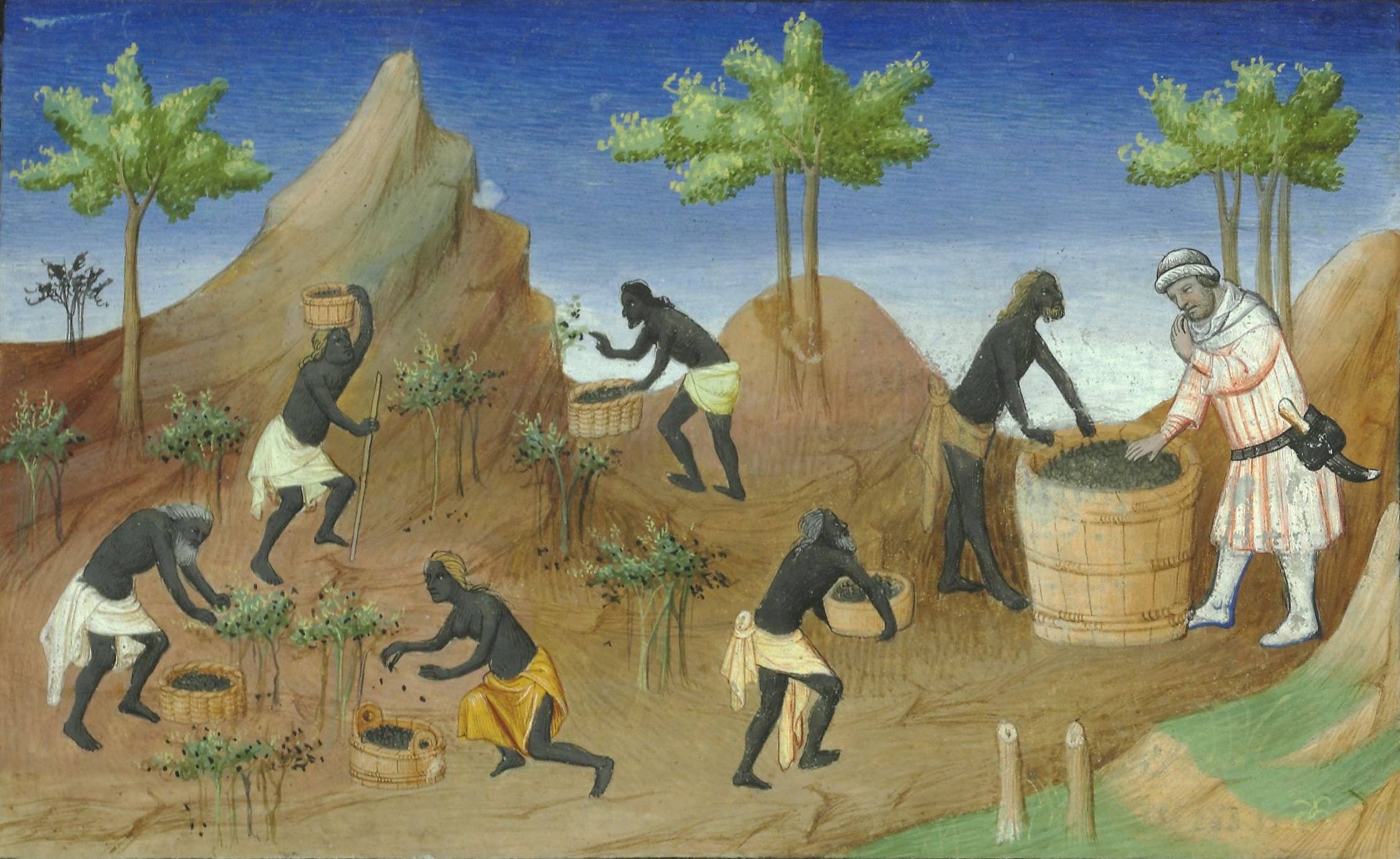
Skörd av peppar. Illustration från en fransk upplaga av Marco Polos resor.

Kryddor var bland de förnämsta lyxvaror som fanns under medeltiden, och de vanligaste importerade kryddorna var svartpeppar, kanel (och det billigare alternativet cassia), kummin, muskotnöt, ingefära och kryddnejlika. Alla dessa kryddor importerades från plantager i Asien och Afrika, något som gjorde dem väldigt dyra. Det har uppskattats att runt 1000 ton peppar och 1000 ton av de vanligaste kryddorna importerades till Västeuropa varje år under senmedeltiden. Värdet av dessa kryddor var motsvarande en årsförbrukning av spannmål för 1,5 miljoner människor. Även om peppar var den vanligaste importerade kryddan, så var saffran den mest exklusiva och användes lika mycket för dess intensiva gulröda färg som för sin smak. Enligt den tidens näringslära ansågs gul signalera att den var varm och torr, vilket allmänt ansågs välgörande. Gurkmeja var en billigare ersättare och inslag av förgyllning av mat vid banketter tillfredsställde både förkärleken för uppseendeväckande prakt och tron på humoralpatologi. Vid en storslagen bankett som anordnades av kardinal Pietro Riario i juni 1473 åt dottern till kungen av Neapel var till och med brödet förgyllt.
Få maträtter använde endast en krydda eller ört utan kombinerade en mängd olika smaksättare. Även när en rätt dominerades av en specifik smak så var det ett resultat av en sammansättning av till exempel persilja och kryddnejlika eller peppar och ingefära. Många kryddor användes också som idag är sällsynta i Europa: paradiskorn, en släkting till kardemumma, ersatte nästan helt svartpeppar i nordfransk matlagning under senmedeltiden, långpeppar, galangarot och kubeberpeppar. Socker ansågs på medeltiden vara en krydda på grund av dess höga kostnad och dess humorala egenskaper (varmt och torrt).
Salvia, senap och i synnerhet persilja var mycket vanliga lokala kryddor och användes i matlagning över så gott som hela Europa, och likaså mynta, kummin, dill och fänkål. Anis användes ofta för att smaksätta fisk- och kycklingrätter och fröna användes till att göra karameller. Örter växte vilt och odlades lite varstans och var överkomliga även för de fattigaste. De användes även i överklassmat, men var i allmänhet mindre framträdande och användes ofta enbart för att färga maten. En vida spridd modern myt är att medeltida kockar använde rikliga mängder kryddor, särskilt svartpeppar, för att dölja smaken av ruttet kött. Eftersom en medeltida bankett var en kulinarisk höjdpunkt samt ett tillfälle för värden att visa upp sin generositet och rikedom och eftersom de flesta adelsmän hade tillgång till jaktmarker och fiskdammar, boskap och torkat, saltat eller rökt kött - så skulle det ha ansetts mycket underligt om man slösade dyra kryddor på att försöka dölja smaken av härsket kött.

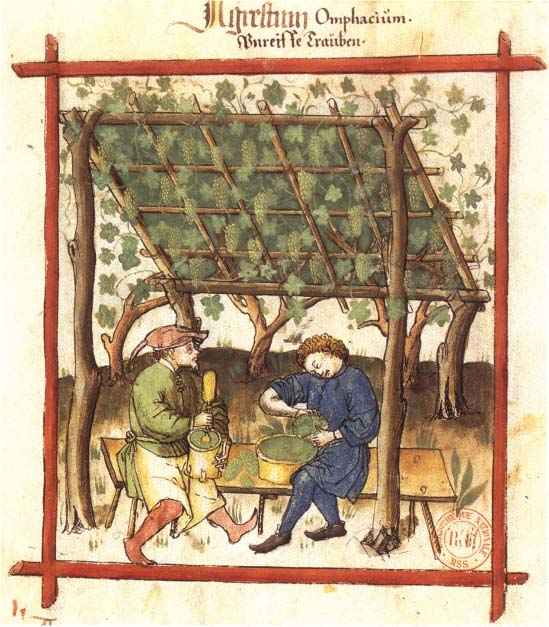
Skörd av omogna druvor som ska användas till att göra verjus; illustration från Tacuinum Sanitatis, 1474.

I medeltida recept var det vanligt att använda en rad olika sura vätskor. Vin, verjus (saften av omogna druvor eller frukter), vinäger och saften av olika sura frukter var utmärkande särskilt för senmedeltida matlagning. Tillsammans med sötningsmedel och kryddor gav det en "pungeant, fruity" smak. Lika vanligt var att dessa distinkta smaker kompletterades med sötmandel. Den används i en rad olika former: hela, skalade eller oskalade, strimlade, malda och, framförallt, i form av mandelmjölk. Just mandelmjölk var en av de vanligaste ingredienserna i senmedeltida matlagning och kompletterade skarpa kryddor och sura vätskor med sin milda smak och lena konsistens.
Salt var en oundgänglig del av medeltida mat. Att salta och torka var den vanligaste formen av konserveringsteknik och ledde till att både kött och fisk ofta var kraftigt saltade. Många medeltida recept varnar uttryckligen för att inte salta för mycket och det fanns rekommendationer att blötlägga vissa livsmedel i vatten under en längre tid för att laka ur dem. Saltet var också närvarande vid mer påkostade måltider. Ju rikare värd eller högstående gäst, desto finare saltkaren och salt. Värden och gäster av hög rang satt på samma nivå som de bästa saltkaren medan övriga gäster och tjänare placerades rent fysiskt lägre i rummet för att markera statusskillnaden. Dyra saltkar var ofta tillverkade av tenn, ädelmetaller eller andra exklusiva material, och rikt utsmyckade. Gästernas rang dikterade också hur finmalt och vitt saltet var. Salt avsett för matlagning, konservering och det som användes av vanligt folk var ofta mycket grovt och orenat. Särskilt havssalt hade mycket orenheter och kunde vara av många olika färger, från svart till grönt. Det dyraste saltet såg ungefär ut som vanligt bordssalt gör idag.

## Sötsaker och desserter
Termen "dessert" kommer från fornfranska desservir, "duka av", eller bokstavligt översatt "av-servera" och har sitt ursprung i medeltiden. Den bestod oftast av dragéer och kryddade viner tillsammans med lagrad ost och kunde mot senmedeltiden även inkludera färsk frukt med socker, honung eller reducerad fruktsaft. Det fanns en stor mängd friterade bakverk och crêpes med socker, söta puddingar och dariole, degformar med en fyllning av mandelmjölk, ägg, frukt och ibland till och med benmärg och fisk. Tysktalande områden hade en särskilt förkärlek för krapfen; stekta eller friterade bakverk med allehanda fruktfyllningar. Marsipan i många tappningar var välkänt i Italien och södra Frankrike vid mitten av 1300-talet och är troligen av arabiskt ursprung. Anglonormandiska kokböcker är fulla av recept på söta och läckra puddingar, soppor, såser och tarteletter med jordgubbar, körsbär, äpplen och plommon. De engelska kockarna hade också en förkärlek för att använda blomblad från rosor och fläder. En tidig föregångare till quiche förekommer i Forme of Cury, en receptsamling från sent 1300-tal i form av en Torte de Bry, en tartelett med ägg- och ostfyllning.
I norra Frankrike åt man många varianter av våfflor och rån tillsammans med ost och hypocras, eller ett sött malvoisevin till issue de table ("sorti från bordet"). Kanderad ingefära, anisfrö och andra kryddor var allestädes närvarande vid finare middagar och var kända som épices de chambre ("kammarkryddor") och åts för att underlätta matsmältningen mot slutet av en måltid som ett sätt att "stänga" magen.  Genom muslimerna i Al-Andalus och på Sicilien kom kristna européer i kontakt med en helt ny värld av sötsaker som senare spreds till resten av Europa. Precis som Montpellier i Languedoc var Sicilien känt för sin socker- , nougat- och mandelkonfekt. Araberna introducerade också konsten att göra glass och sorbet och många olika söta kakor och bakverk; cassata alla Siciliana (från arabiska qas'ah, ordet för den terracottaskål i vilken den formades) gjord på marsipan, sockerkaka och sötad ricotta och cannoli alla Siciliana, ursprungligen capelli di turchi ("turkiska hattar") som består av stekta, kylda degrör med en söt ostfyllning.

## Kostnormer
Huvudkosten i Medelhavskulturerna hade sedan antiken bestått av spannmål, i synnerhet olika former av vete. Gröt och välling och senare bröd utgjorde huvuddelen av kaloriintaget för större delen av befolkningen. Från 700- till 1000-talet ökade också andelen spannmål i kosten från cirka en tredjedel till över tre fjärdedelar och bröd förblev den mest grundläggande stapelfödan i Europa i flera hundra år framåt. Beroendet av vete kvarstod långt in i modern tid och förstärktes i och med kristendomens spridning norrut. Brödets centrala roll i religiösa ritualer som nattvarden innebar att den åtnjöt en hög prestige som livsmedel. Endast (oliv)olja och vin hade en liknande status, men förblev också mer exklusiva utanför de varmare områden där vindruvor och oliver kunde odlas framgångsrikt. Brödets symboliska roll som föda och substans i sig illustrerades väl i en predikan av kyrkofadern Augustinus:
| ” | Detta bröd återberättar din historia [...] Du fördes till Herrens loggolv och tröskades [...] Medan du väntade på läran var du som spannmål som förvarades i magasinet [...] Vid dopfunten knådades du till en enda deg. I den helige Andes ugn blev du till Guds sanna bröd. | „ |

### Kyrkan

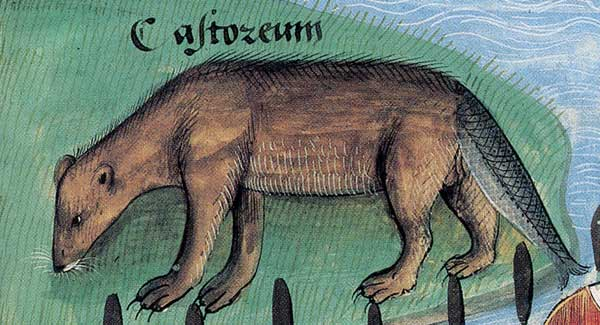
På medeltiden ansågs det att bäversvansar var så uppenbart fiskartade att de kunde ätas på fastedagar. Livre des simples médecines, ca. 1480.

Den katolska och ortodoxa kyrkan och deras religiösa kalendrar hade ett stort inflytande på medeltida matvanor; kött (men inte fisk) var förbjudet i närmare en tredjedel av året för de flesta kristna, och även andra animalier som ägg och mjölkprodukter var i regel inte tillåtna att äta på fastedagar. Kyrkan gav ofta dispens i områden där vegetabiliska alternativ inte fanns att tillgå eller helt enkelt var för dyra för att importera (till exempel var lunnefågeln klassad som fisk för norska fiskare). Barn, gamla, pilgrimer, arbetare och tiggare var undantagna från de flesta fastebestämmelser, men inte för fattiga så länge de hade tak över huvudet. Utöver det brukade man fasta innan man mottog nattvarden, och dessa sträckte sig ofta över en hel dag och krävde att man helt avstod från mat.

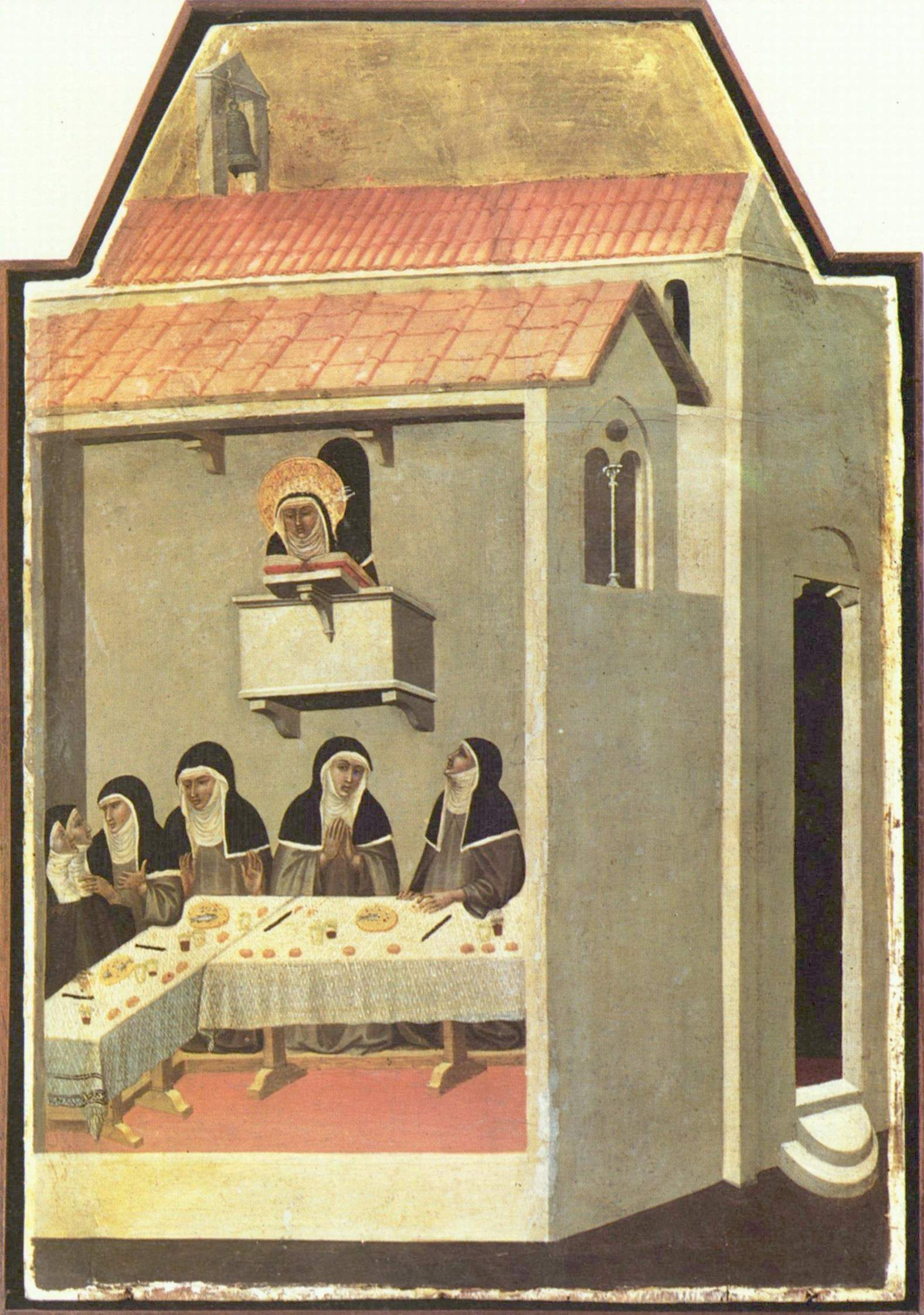
Nunnor äter under tystnad, lyssnande till bibelläsning. Under måltiden fick endast gester användas för att kommunicera. Illustration från Sankta Humiltas heliga liv av Pietro Lorenzetti, 1341.

Kristendomen hade en tydligt påverkan på medeltidens matvanor. Såväl den östra (ortodoxa) som den västra (katolska) kyrkan föreskrev att högtid skulle varvas med fasta. I större delen av Europa var onsdagar, fredagar, i vissa fall lördagar och många specifika datum (som fastan och advent) fastedagar. Kött och animalier som mjölk, ost, smör och ägg var förbjudna och endast fisk och vegetabilier tillåtna. Fastan var avsedd att vara en form av kroppslig självspäkning som skulle vederkvicka själen, ett sätt att befästa och förstärka den medeltida dogmen om kroppens underlägsenhet mot anden, och som en påminnelse om Kristi offer för mänskligheten. Avsikten var inte att framställa någon viss mat som oren, utan snarare att måttfullhet skulle tjäna som en andlig lärdom i självbehärskning. Under vissa fastedagar som ansågs särskilt viktiga, begränsades man till endast en måltid per dag. Trots att de flesta människor hyste respekt för fastebestämmelserna och i allmänhet gjorde bot om de bröt mot dem, fanns det många försök till att kringgå restriktionerna. En konflikt mellan ideal och praktik som sammanfattats av författaren Bridget Ann Henisch:
| ” | Det ligger i människans natur att konstruera en bur av de mest invecklade regler och förordningar att stänga in sig i bara för att sedan, med samma mått av påhittighet och iver, rådbråka sin hjärna för kunna slingra sig triumferande ut igen. Fastan var en utmaning; målet var att luska ut kryphålen. | „ |

Även om man skulle avstå från kött och ägg under fastedagar, så var ett visst mått av pragmatism förhärskande. Definitionen av "fisk" tänjdes ut till att inkludera marina och vattenlevande däggdjur och fåglar som valar, vitkindade gäss, lunnefåglar och bävrar (dock bara svansen). Valet av ingredienser må ha varit mer begränsat, men det betydde inte att måltiderna var mindre. Inte heller fanns det några förbud mot (måttfullt) drickande eller att äta sötsaker. Festmiddagar som hölls på fastedagar kunde vara minst lika storslagna, och de var ypperliga tillfällen för att servera mat som skulle likna kött, ost och ägg genom en rad snillrika metoder; fisk kunde finhackas och formas så att det såg ut som viltkött, och ägg kunde göras genom att man fyllde urblåsta äggskal med fiskrom och mandelmjölk och rostade det i glödande kol. Medan den bysantinska kyrkan antog en hårdför linje i frågan och motarbetade all form av kulinarisk förfining under fastan, så var deras västerländska kyrkobröder mer överseende. Det finns mängder med berättelser och anekdoter om hur ordensbröder i kloster trotsade fasterestriktioner genom listiga och originella omtolkningar av bibeltexter. Eftersom sjuka var undantagna från att fasta uppstod ofta en föreställning om att bestämmelserna bara gällde för den ordinarie matsalen, och många munkar åt helt enkelt sina fastedagsmåltider i ett annat rum som senare fick namnet misericordia (latin för "barmhärtighet"). Det knotades och klagades också ständigt från lekmän över hur sträng fastan var. Från båda ändarna av medeltiden kan man läsa om hur kungar och skolpojkar, allmoge och frälse beklagade sig över de långa, svåra veckorna av dyster begrundan över de egna och mänsklighetens synder. Boskapsägare råddes också för att se upp för utsvultna hundar, som kunde drivas till desperata handlingar av "den hårda belägringen av fasta och fiskben".
Från 1200-talet och framåt fanns en tendens till en mer legalistisk tolkning av fastan. Adeln avstod pliktskyldigt från att äta kött på fastedagar, men åt ändå i lyx; fisk ersatte kött, ofta förklädd som skinka eller bacon; mandelmjölk ersatte riktigt mjölk som ett exklusivt alternativ: falska ägg gjorda på mandelmjölk kokades i urblåsta äggskal, smaksattes och fick färg av dyra kryddor. I vissa fall blev adeln överträffad av benediktinerkloster som kunde ha upp till 16 serveringar vissa fastedagar. Vilka som skulle vara ursäktade från fastan tolkades också allt mer generöst. Thomas av Aquino (ca 1225–1274) ansåg att undantag skulle finnas för barn, gamla, pilgrimer, arbetare och tiggare, men inte de fattiga så länge de hade tak över huvudet. Det finns många källor som beskriver ordensmunkar som trotsade restriktioner genom listiga bibeltolkningar. Eftersom sjuka var undantagna utvecklades en praxis att fastebestämmelserna endast gällde i den ordinarie matsalen och att många munkar helt enkelt åt sina måltider under fastan i det som senare skulle utvecklas till misericordian istället för i refektoriet. Nytillsatta klosterabbotar försökte komma tillrätta med avvikelserna inte bara med moralpredikningar utan även genom att se till att det fanns vällagade rätter utan kött vid fastemåltider.

### Klass
Europa under medeltiden var ett utpräglat klassamhälle. Det var en tid då svält fortfarande var vanligt förekommande och där sociala hierarkier brutalt påtvingades. Mat var då en viktig social markör på ett sätt som inte har någon motsvarighet i moderna industrialiserade länder. Enligt den ideologi som rådde då var samhället uppdelat på tre huvudsakliga ständer: den arbetande, ofrälse allmogen (den övervägande majoriteten), prästerskapet och adeln. Förhållandet mellan dessa grupper var strikt hierarkiskt. Adeln och prästerskapet krävde andlig och världslig bestämmanderätt över allmogen. Inom de härskande klasserna fanns också en intern hierarki, från kungar och påvar till hertigar och biskopar, och vidare till deras underlydande, till exempel väpnare och vanliga präster. Alla förväntades hålla sig inom sin klass och att respektera de härskande klassernas auktoritet. Politisk makt uttrycktes inte bara genom att styra andra, utan även genom bordsskick och kost; grova arbetare skulle nöja sig med grovt kornbröd, saltat fläsk och bönor och förväntades inte behärska etikett. Klasstänkandet påverkade till och med vetenskapen: de övre klassernas dyra kost var inte bara en fråga om ekonomiska förhållanden utan en nödvändighet för deras förfinade fysik. En herres matsmältningssystem ansågs helt enkelt finare än hos underordnade bönder och krävde därför en finare kost.
Under senmedeltiden ökade rikedomen hos köpmän och annan medelklass vilket innebar att de hade möjlighet att ta efter adelns vanor och manér. Det var något som hotade att sudda ut de symboliska barriärer som fanns mellan frälse och allmoge. Reaktionen kom i två former: läkare varnade för farorna med att äta "utanför sitt stånd" och överflödsförordningar satte en juridisk gräns för hur påkostade ofrälsets festmåltider fick vara.

### Medeltida näringslära
Medicinvetenskapen under medeltiden hade stort inflytande på vad som ansågs vara nyttig och näringsrik kost. Ens livsstil – inklusive kosthållning, motion, lämpligt socialt beteende och diverse hälsokurer – var vägen till god hälsa och all mat tilldelades vissa egenskaper som ansågs påverka hälsa. Alla matvaror klassificerades på två skalor, från varmt till kallt och från fuktigt till torrt, allt enligt humoralpatologin, en samling medicinska teorier som baserades på Galenus läror och som dominerade västerländsk medicin ändra fram till 1600-talet.
Den medeltida vetenskapen ansåg att matsmältning var en process som liknade matlagning. Spjälkningen av mat i magen sågs som en fortsättning på den tillagning som kocken påbörjat. För att maten skulle bli ordentlig "tillagad" och näringsämnena ordentligt upptagna av kroppen var det viktigt att magen fylldes på rätt sätt. Lättsmält mat skulle ätas först och sen följas av successivt tyngre rätter. Om man inte följde denna ordning så trodde man att den tyngre maten skulle sjunka till botten av magen och där blockera matsmältningskanalen och orsaka förruttnelse och uppkomsten av dåliga vätskor i magen. Det var också mycket viktigt att mat av olika egenskaper inte blandades hur som helst.
Innan en måltid skulle magen "öppnas" med en aperitif (av latinska aperire, "öppna") som skulle vara varm och torr, oftast konfekt gjord på kanderad ingefära, kummin och frön av anis, fänkål och spiskummin, vin och sötade och spetsade mjölkdrycker. Precis som den hade blivit öppnad skulle den sen "stängas" igen i slutet av måltiden med hjälp av något som ansågs underlätta matsmältningen, gärna dragéer (som på medeltiden bestod av kryddade sockerklumpar) eller hyporas, kryddat vin, tillsammans med lagrad ost. En måltid skulle helst inledas med frukt som ansågs lättsmält, exempelvis äpplen. Sen följde grönsaker som sallad och kål, trädgårdsportlak, örter, fuktiga frukter, lättare kött som kyckling eller killing tillsammans med potage och buljong. Efter det åt man tyngre kött som fläsk och nötkött, men även päron och kastanjer, som båda ansågs särskilt svårsmälta.
Den hälsosammaste maten var enligt läkare den som närmaste motsvarande människors humoralpatologiska temperament, det vill säga måttligt varm och fuktig. Maten skulle helst också vara finhackad, mald, mortlad och silad för att ingredienserna skulle blandas ordentligt. Vitt vin ansågs vara kallare än rött och detsamma antogs om röd och vit vinäger. Mjölk var måttligt varm och fuktig, men olika djur ansågs även ge mjölk med olika egenskaper. Ägg ansågs allmänt fuktig, men gulan varm medan vitan var kall. Skickliga kockar förväntades att anpassa sig till humoralläran. Även om detta ibland kunde begränsa vissa kombinationer av livsmedel fanns det fortfarande gott om utrymme för variation inom de ramar som ansågs hälsobefrämjande.

## Historiografi och källor
Forskning om medeltida mat och matvanor var fram till ca 1980 relativt eftersatt. Missuppfattningar och rena felaktigheter var vanliga bland historiker och finns fortfarande närvarande i den allmänna uppfattningen om medeltiden som en efterbliven, primitiv och barbarisk period. Medeltida matlagning beskrevs som motbjudande på grund av de obekanta smakkombinationerna, den upplevda frånvaron av grönsaker och stora mängder kryddor. Det rikliga bruket av kryddor har varit ett populärt argument för att bekräfta påståendet om att kryddor användes för att dölja smaken av härsket kött, en slutsats som saknar stöd i historiska fakta eller samtida källor. Färskt kött var tillgängligt året runt för de som hade råd. Konserveringstekniken var förvisso primitiv i jämförelse med idag, men fullt tillräckliga. Kryddornas astronomiska priser och höga prestige, och värdens rykte, skulle ha varit helt bortslösade om de användes för att smaksätta billiga, illa hanterade råvaror.
Att mala och blanda ingredienser till mos eller patée-liknande rätter, och de många formerna av potage och såser har använts som argument för att den medeltida adeln tappade sina tänder i ung ålder och därför inte kunde äta något annat än gröt, soppa eller malet kött. Bilden av tandlösa aristokrater som ätit sig igenom stora måltider bestående främst av olika former av mos och sörjor har samtidigt levt sida vid sida med den motstridiga föreställningen av en "hop av okultiverade tölpar (förklädda som adelsmän) som, när de inte kastat flottiga köttben på varandra genom bankettsalen, har huggit in på dem med fullt friska uppsättningar av fram-, hörn- och kindtänder".

### Kokböcker

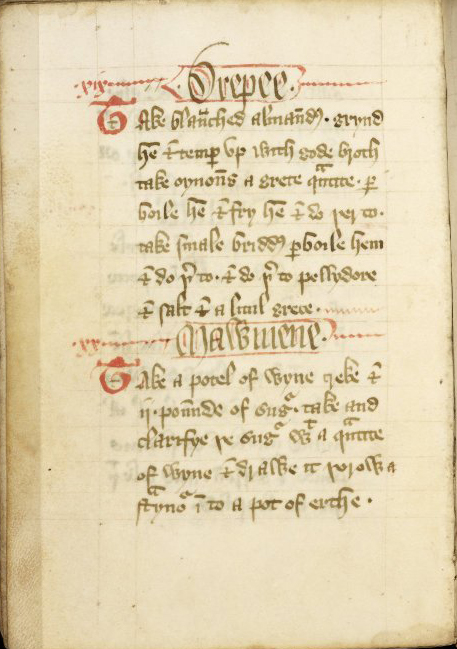
En sida från ett manuskript av den engelska receptsamlingen Forme of Cury från sent 1300-tal med recept på drebee, förvällda fåglar med mandlar och stekt lök, och första delen av receptet för mawmenee, en söt stuvning på kapun eller fasan med kanel, ingefära, kryddnejlika, dadlar och pinjenöter och färgad med sandelträ.

Kokböcker, eller mer exakt receptsamlingar, som sammanställdes på medeltiden är bland de viktigaste källorna för forskning om den tidens mat och matvanor. De första kokböckerna dök upp runt slutet av 1200-talet. Liber de coquina, troligen med ursprung kring Neapel, och Tractatus de modo preparandi har redigerats och utgivits i modern tid av Marianne Mulon och ytterligare en kokbok från Assisi som hittats vid Châlons-sur-Marne har redigerats av Maguelonne Toussaint-Samat. Man har utgått från att recepten beskriver riktiga maträtter, men mathistoriker tror inte att de användes på samma sätt som idag, som en detaljerad handbok som kunde hållas nära till hand under tillagning. Troligen var få i ett medeltida kök läskunniga och "arbetsmaterial" skulle knappast ha bevarats en längre tid.
Recepten var ofta kortfattade och angav inte exakta kvantiteter. Tillagningstider och temperaturer var inte angivna eftersom det inte fanns bärbara klockor och eftersom all matlagning skedde över någon form av eld. I bästa fall kunde tillagningstider anges som tiden det tog att säga ett visst antal vanliga böner eller hur långt det tog att gå runt ett fält av en viss storlek. Yrkeskockar lärdes upp genom praktisk erfarenhet i ett lärlingssystem, och arbetade sig gradvis upp i kökshierarkin. En medeltida kock i ett större hushåll hade troligen förmågan att kunna planera och tillaga en större måltid utan att ta hjälp av skriftliga instruktioner. Eftersom de manuskript som överlevt är i relativt gott skick har mathistorikern Terence Scully föreslagit att de varit ett sätt att nedteckna vanor och praktiker för läskunniga hushållsöverhuvuden. Ett tydligt exempel på detta är Ménagier de Paris från sent 1300-tal. Totalt finns drygt 70 kända medeltida receptsamlingar som bevarats in i modern tid.